# Culinária da Coreia
A Culinária da Coreia desenvolveu-se através de séculos de mudanças sociais e políticas. Com origem nos mitos, lendas e tradições agrícolas de nômades da península coreana e no sul da Manchúria. A cozinha coreana uniu uma complexa interação entre ambiente natural e tradições culturais.
A culinária coreana é baseada em arroz, tofu, vegetais, carnes e macarrões. As refeições tradicionais são conhecidas como "pequenos pratos" (반찬, banchan) que acompanham arroz de grãos curtos cozido a vapor. O kimchi é quase sempre servido em cada refeição. Os ingredientes mais utilizados incluem óleo de gergelim, doenjang (pasta de feijão fermentada), molho de soja, sal, alho, gengibre, flocos de pimenta, gochujang (pasta de pimentão vermelho fermentada) e repolho.
Os ingredientes e os pratos variam entre as províncias. Há um significativo número de pratos regionais que se tornaram tanto nacionais quanto regionais. Muitos pratos regionais tornaram-se nacionais e os pratos que outrora foram apenas regionais se proliferaram em diferentes variações em todo o país. A cozinha da corte real da Coreia trouxe uma vez, todas as especialidades regionais únicas para a família real. As refeições são reguladas pela etiqueta cultural coreana.

## História

### Culturas pré-históricas
No período da cerâmica Jeulmun, que data de aproximadamente 8000 - 1500 a.C, as sociedades eram de caçadores e coletores dedicados a pesca e a caça, enquanto a agricultura só começou nas fases posteriores. Desde o início do período da cerâmica Mumun (1500 a.C), as tradições agrícolas começavam a se desenvolver com novos grupos imigrantes do Rio Liao, que percorre a Manchúria. Durante o período Fun, a população cultivava milho, cevada, trigo, feijão e arroz, além de ter continuado com a caça e a pesca. Restos arqueológicos indicam o desenvolvimento da fermentação neste período; e o contato com culturas nômades do norte facilitou a domesticação dos animais.

### Período dos três reinos - Dinastia Goryeo

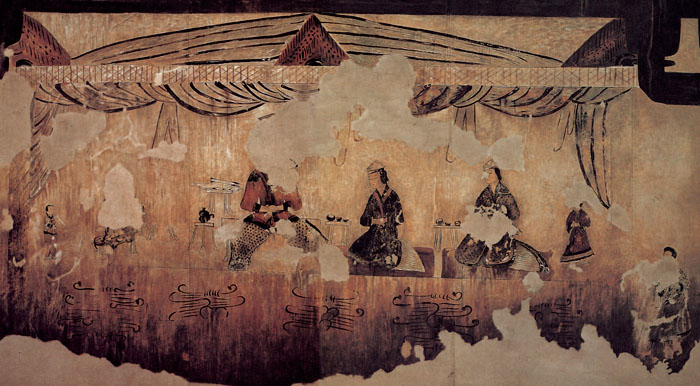
Em um mural de Gakjeochong (각저총 "Túmulos dos Lutadores"), um túmulo da época Goguryeo construído por volta do século V mostra um nobre da época tendo uma refeição com duas senhoras.

Datando do século I a.C. até o século VII d.C, o período dos Três Reinos (57 a.C – 668 d.C) foi de rápida evolução cultural. O reino de Goguryeo (37 a.C – 668 d.C) era localizado na parte norte da península, junto com uma parte da região agora conhecida como Manchúria. O segundo reino, Baekje (18 a.C – 660 d.C), ficava na porção sudoeste da península, enquanto o terceiro, Silla (57 a.C – 935 d.C), ficava na porção sudeste. Cada região tinha os seus próprios costumes e comidas distintas. Por exemplo: Baekje era conhecido pelas comidas frias e fermentadas, assim como o kimchi. Com a expansão do Budismo e do Confucionismo da China durante o século IV d.C., começou-se a mudar, então, as distintas culturas da Coreia.
Depois do período dos Três Reinos, veio o período da Silla unificada (668 – 935), no qual Silla unificou a maior parte da região sul da Coreia, enquanto a região norte foi unificada por refugiados de Goguryeo, renomeando a região de Balhae. Estas culturas aderiram às crenças budistas com um nível moderado de coexistência pacífica. Durante o século X, no entanto, ambas as culturas começaram a ruir e foram eventualmente unificados sob a Dinastia Goryeo, que atraiu grande parte de sua cultura de uma admiração da Dinastia Song da China. Foi esta dinastia que introduziu a península para o mundo ocidental e é a partir da palavra "Goryeo" que o atual nome do país, "Coreia", foi derivado.
Durante o período tardio de Goryeo, os mongóis invadiram a  Coreia no século XIII. Embora houvesse uma grande perda de vida na Coreia, muitos dos alimentos tradicionais encontrados hoje no país têm suas origens na invasão mongol, como o mandu (um bolinho de massa), pratos de carne grelhada, pratos de macarrão e o uso de temperos como pimenta-preta.

### PeríodoJoseon
O Confucionismo continuou a ser a influência guiadora durante este período de tempo. Uma hierarquia de relações humanas foi criada, em que a linhagem e a primogenitura eram as forças governantes da época. A maior parte dos cidadãos eram plebeus nascidos livres, que cultivavam seus alimentos. Os açougueiros, chamados de baekjeong, se mantiveram no nível de status cultural mais baixo da sociedade, já que o trabalho era considerado degradante.
As inovações agrícolas foram vastas durante este tempo, como a invenção do pluviômetro no século XV. Em 1429, o governo começou a publicar livros sobre agricultura e técnicas de cultivo, que incluía "Nongsa jikseol" (literalmente "Discussão Direta sobre Agricultura"), um livro compilado pelo Rei Sejong.
Uma série de invasões na primeira metade do período Joseon causou uma mudança dinâmica na cultura durante a segunda metade desse governo, em que grupos de estudiosos começaram a enfatizar a importância de procurar, fora do país, mais inovação e tecnologia para ajudar na melhoria do sistema agrícola. Foi também durante este tempo que o governo reduziu a tributação do campesinato, que, por sua vez, fez crescer o desenvolvimento comercial por meio do aumento dos mercados periódicos, geralmente realizados a cada cinco dias. Mil desses mercados existiam no século XIX e eram os centros de comércio e entretenimento econômico das comunidades.
O governo continuou a promover a indústria agrícola; e também promoveu complexos sistemas de irrigação, que permitiram que os camponeses produzissem maiores volumes de colheitas e, por sua vez, não só conseguiam produzir colheitas para sustento, mas também para culturas de rendimento. Foi na segunda metade do período Joseon que começaram a surgir culturas do Novo Mundo através do comércio com a China, o Japão, a Europa e as Filipinas; essas culturas incluíam milho, batata-doce, pimentão, tomate, amendoim e abóbora. Batata e batata-doce foram particularmente favorecidas, crescendo em solos e terrenos que anteriormente não eram utilizados.
O fim do período de Joseon foi marcado pelo incentivo consistente para que o país comercializasse com o mundo ocidental, a China e o Japão. A década de 1860 marcou uma série de acordos comerciais injustos entre o mundo ocidental e diferentes países asiáticos. Em seguida, a Dinastia Joseon foi forçada a abrir seus portos comerciais com o Ocidente pelo governo japonês, e então entraram em uma série de tratados injustos com os Estados Unidos, Grã-Bretanha, França e outros países ocidentais.
A abertura da Coreia ao mundo ocidental trouxe uma série de intercâmbios de alimentos culturais. Os missionários ocidentais introduziram numerosos alimentos no país. Adicionalmente, as elites de Joseon foram introduzidas a estes alimentos novos por meio dos estrangeiros que atenderam à corte real, como conselheiros ou médicos. Este período também viu a introdução de vários temperos importados do Japão e bebidas alcoólicas da China.

### Século XX - período atual
Uma série de rebeliões internas levaram à queda da dinastia Joseon, que foi seguida por uma colonização de 36 anos (1910-1945) da península coreana pelo governo imperial do Japão. Muitos dos sistemas agrícolas foram adaptados pelos japoneses para apoiar o Japão em uma perda de terra pessoal para os coreanos. Os exemplos incluem a combinação de pequenas explorações agrícolas em fazendas de grande escala para maiores rendimentos de exportação para o Japão. A produção de arroz aumentou durante este período, porém, mais uma vez foi enviada para fora do país. Os coreanos, por sua vez, aumentaram a produção de outros grãos, como o milheto, para consumo próprio.
As refeições durante a ocupação japonesa foram monótonas. Os coreanos geralmente comiam duas refeições por dia durante as estações frias e três durante as estações quentes. O cumprimento em vez de qualidade foi mais importante nas refeições. Quem era de níveis econômicos mais baixos provavelmente apenas consumia uma única bacia de arroz branco a cada ano, quando o remanescente do ano fosse enchido com as refeições de grãos mais baratos, tais como o painço e a cevada. A comida ocidental começou a emergir na dieta coreana, tal como o pão branco, grãos produzidos comercialmente e macarronetes pré-cozidos, começaram a aparecer também. O período colonial japonês terminou após a derrota do Japão durante a Segunda Guerra Mundial.

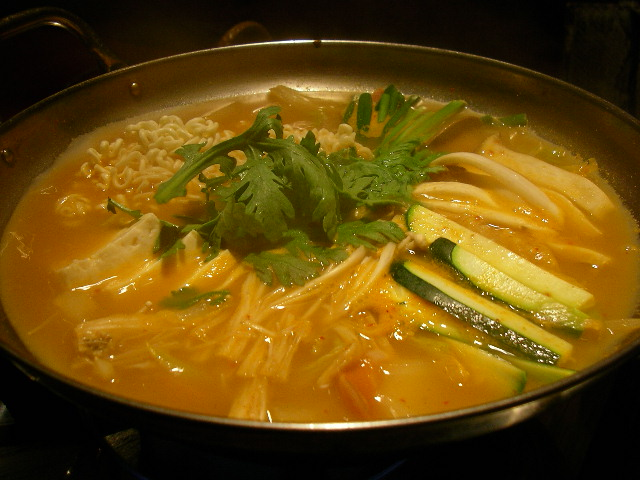
Budae jjigae, um guisado picante originado durante a Guerra da Coreia.

O país permaneceu em um estado de turbulência através da Guerra Fria, que separou-o em Coreia do Norte e Coreia do Sul, bem como a Guerra da Coreia (1950-1953). Ambos os períodos continuaram as provisões alimentares limitadas para coreanos, e o guisado chamado budae jjigae, que faz uso de carnes baratas, como salsichas e spam, se originou neste período. Não seria até os anos 60 sob o presidente Park Chung-Hee que a industrialização chegaria à Coreia do Sul, quando o país ganharia o poder econômico e cultural que detém na economia global até hoje. A agricultura aumentou através do uso de fertilizantes comerciais e equipamentos agrícolas modernos. Nos anos 70, a escassez de alimentos começou a diminuir. O consumo de alimentos instantâneos e processados aumentou, assim como a qualidade geral dos alimentos. A pecuária e a produção de laticínios aumentou durante essa década, através do aumento de laticínios comerciais e fazendas mecanizadas.
O consumo de carne de porco e de boi aumentou muito na Coreia nos anos 70. O consumo per capita de carne foi de 3,6 kg em 1961, que aumentou para 11 kg por pessoa em 1979. O resultado desse aumento no consumo de carne provocou o aumento de restaurantes bulgogi e que deram à classe média da Coreia do Sul a capacidade de desfrutar regularmente de carne. O consumo de carne aumentou para 40 kg em 1997, enquanto o consumo de peixe foi de 49,5 quilogramas em 1998. O consumo de arroz diminuiu continuamente ao longo dos anos com 128 kg consumido por pessoa em 1985 para 106,5 kg em 1995 e 83,2 kg em 2003. A diminuição do consumo de arroz foi acompanhada por um aumento do consumo de pão e macarrão.

## Comidas diversas

### Grãos

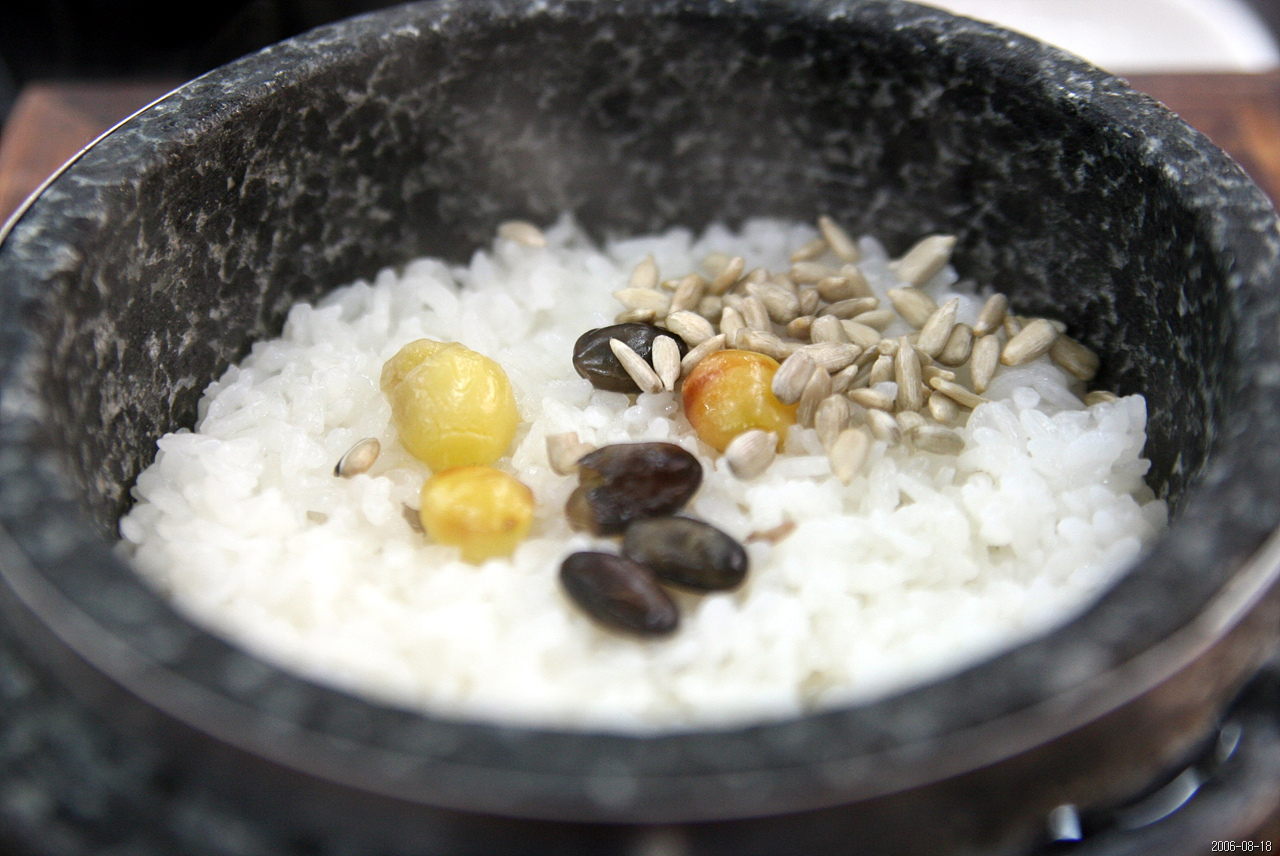
Dolsotbap, arroz cozido em panela de pedra (dolsot).

Os grãos eram, e ainda são agora, uma das comidas mais importantes da dieta coreana. Mitos das fundações de vários reinos na Coreia são focalizados em grãos. Um mito de fundação refere-se a Jumong, que recebeu sementes de cevada de duas pombas, enviadas por sua mãe depois de estabelecer o reino de Goguryeo.  Em um outro mito, havia três divindades e fundadores da Ilha Jeju, que estavam preparados para serem casados com as três princesas de Tamna. As divindades trouxeram sementes de cinco tipos de grãos que foram as primeiras sementes plantadas; e essa foi a primeira instância da agricultura.
Durante a era pré-moderna, grãos como a cevada e o painço, foram os principais alimentos básicos, e complementados, ainda, por trigo, sorgo e trigo-sarraceno. O arroz não era uma safra indígena para a Coreia; e o milheto foi provavelmente o grão preferido antes do arroz ser cultivado. O arroz tornou-se o grão escolhido durante o período dos Três Reinos, particularmente nos Reinos Silla e Baekje, nas regiões do sul da península. Arroz era uma comodidade tão importante em Silla que foi usado para pagar impostos. A palavra sino-coreana para "imposto" é um caractere composto que utiliza o caractere da planta de arroz. A preferência para o arroz aumentou até o período de Joseon, quando novos métodos de cultivo e novas variedades surgiram, ajudando a aumentar a produção.
Como o arroz era proibitivamente caro quando chegou pela primeira vez à Coreia, é provável que o grão foi misturado com outros grãos, a fim de "esticar" o arroz; isto ainda é feito em pratos como boribap (arroz com cevada) e o kongbap (arroz com feijão). O arroz branco, que possui o casco removido, tem sido o método preferido de se comer arroz desde a sua introdução na cozinha. O método mais tradicional de cozinhá-lo é em uma panela de ferro chamada sot (솥) ou musoe sot (무쇠솥). Este método de culinária de arroz remonta pelo menos do período Goryeo, onde vários sot foram encontrados em túmulos do período Silla. O "sot" ainda é usado hoje, e muitas vezes da mesma maneira como era nos séculos passados.
O arroz é usado para fazer uma série de itens, que são as tigelas tradicionais de arroz branco liso. Esse grão é comumente moído em uma farinha e usado para fazer bolos de arroz chamado tteok, dos quais existem mais de duzentas variedades. O arroz também é cozido em um congee (juk), ou misturado com outros grãos, carnes ou frutos-do-mar. Os coreanos também produzem vinho de arroz, tanto em versões filtradas como não filtradas.

### Legumes

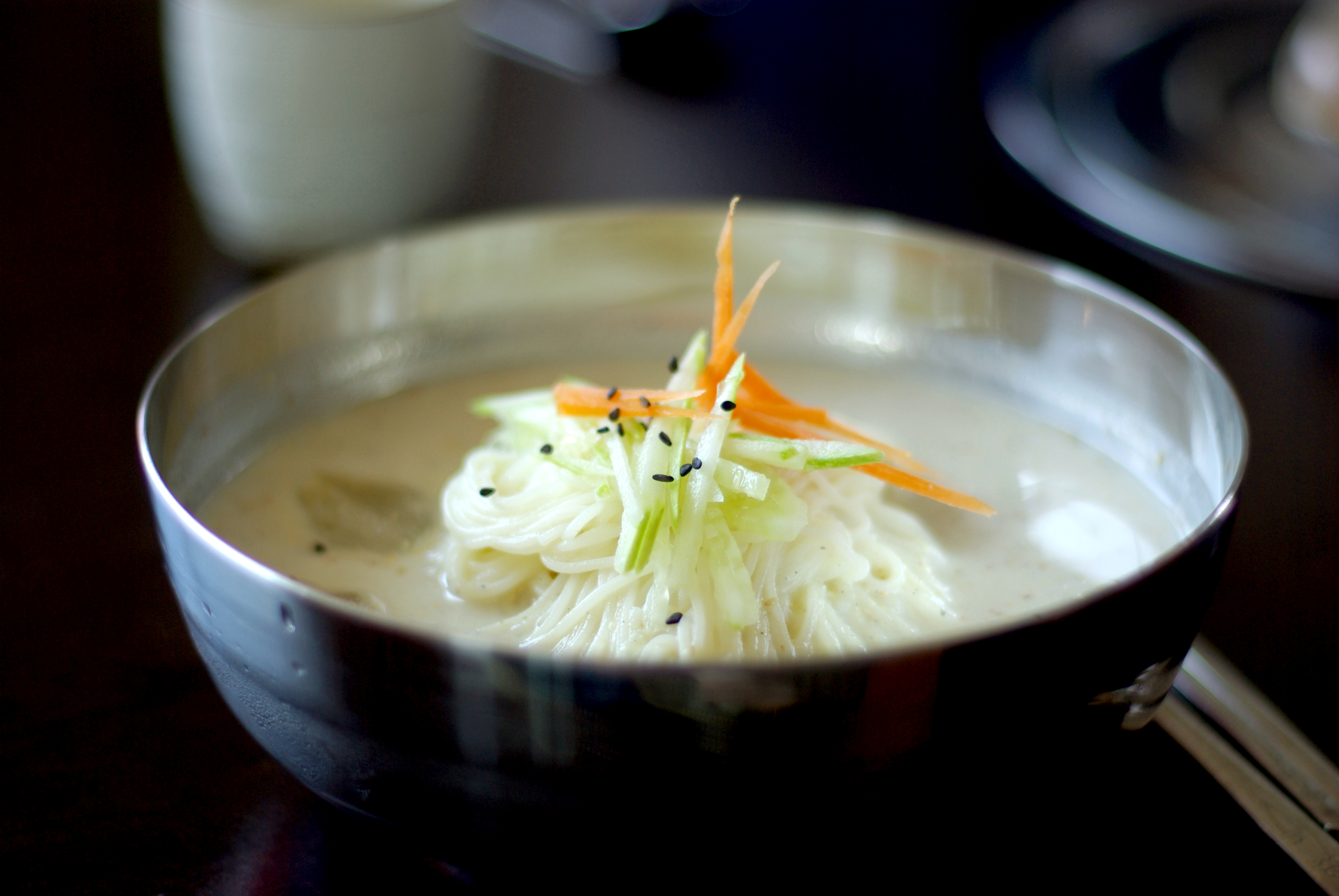
Kongguksu, um prato de macarrão frio com caldo feito de feijão de soja moída.

Os legumes têm uma significativa cultura na história e culinária da Coreia de acordo com as primeiras leguminosas preservadas encontradas em sítios arqueológicos na península. A escavação no sítio de Okbang, em Jinju, na província de Gyeongsang do Sul indica que sojas já eram cultivadas para fins alimentícios por volta de 1000–900 a.C. sendo transformados em tofu (dubu), enquanto que os brotos de sojas são salteados como legumes (kongnamul) e toda a soja é temperada e servida como um banchan. Eles também são feitos em leite de soja, que é usado como a base para o prato de macarrão chamado kongguksu. Um subproduto da produção de leite de soja é o okara(kongbiji), que é usado para engrossar guisados e mingaus. As sojas também podem ser um dos grãos de kongbap, que ferve juntamente com vários tipos de feijão e outros grãos. A soja também é o principal ingrediente envolvido na produção de condimentos fermentados coletivamente chamados de "jang", tais como pastas de feijão de soja, doenjang, cheonggukjang, um molho de soja chamado ganjang, pasta de pimenta ou gochujang e outros.

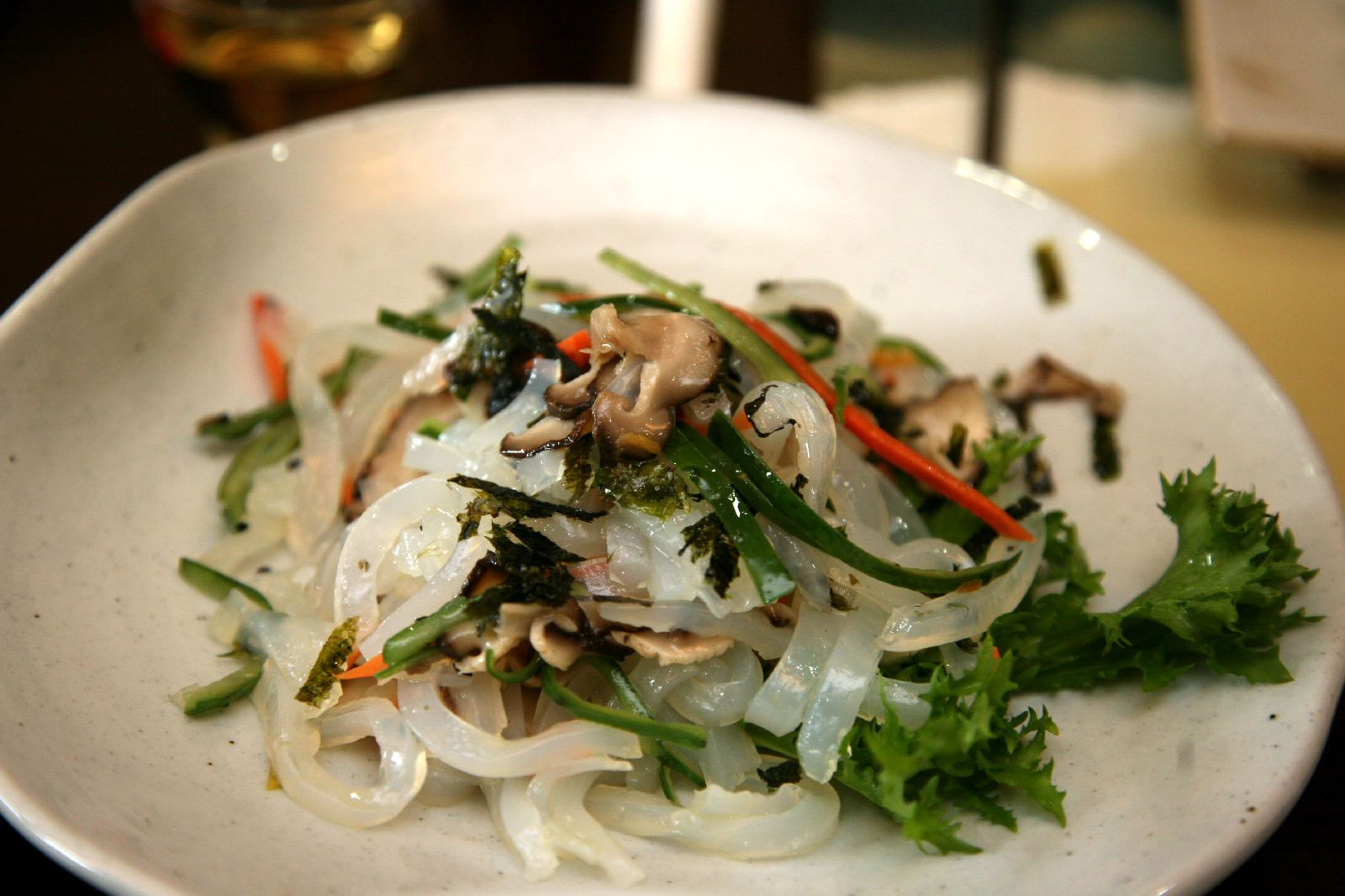
Tangpyeongchae, um prato feito com nokdumuk (uma geleia de amido de feijão-mungo) e legumes

Feijões-mugos são usados geralmente na culinária coreana, onde são chamados de nokdu (绿豆, literalmente "feijão verde"). Os brotos de feijão de Mung chamados sukju namul são servidos frequentemente como um prato lateral blanqueado e sautado com óleo do sésamo, alho e sal. Esses feijões podem ser usados para fazer um mingau chamado nokdujuk, que é comido como um suplemento nutritivo e ajuda digestiva, especialmente para pessoas que estão doentes. Um lanche popular, o bindaetteok(panqueca de feijão mung), é feito com feijões e brotos de feijão-mugo fresco. O amido extraído destes feijões é usado para fazer dangmyeon. Os macarronetes são os ingredientes principais do japchae(um prato de salada) e sundae(uma salsicha de sangue) e um ingrediente subsidiário para sopas e guisados. The starch can be also used to make jelly-like foods such as nokdumuk and hwangpomuk. O "muk" tem um sabor suave, por isso são servidos temperados com molho de soja, óleo de gergelim e algas desintegradas ou outros temperos como tangpyeongchae.
O cultivo de feijões azukis data de tempos antigos de acordo com uma escavação de Odong-ri, Hoeryong, Hamgyong do Norte que supõe-se ser do período Mumun (aproximadamente 1500-300 a.C.). Os feijões azuki são geralmente comidos como patbap, que é uma tigela de arroz misturado com os feijões, ou como um enchimento e cobrindo os tteok (bolo de arroz) e pães. Um mingau feito com feijão azuki chamado patjuk é comumente comido durante a estação de inverno. No festival Dongjinal, um feriado tradicional coreano que cai no dia 22 de dezembro, o povo coreano come Donji patjuk, que contém saealsim(새알심), uma bola feita de farinha de arroz glutinoso. Na antiga tradição coreana, acredita-se que o patjuk tem o poder de afastar os espíritos malignos.

### Carnes e peixes
Na Antiguidade, a maior parte da carne na Coreia era provavelmente obtida através da caça e da pesca. Os registros antigos indicam que a criação do gado começou em pequena escala durante o período dos Três Reinos. A carne era consumida torrada, em sopas ou em guisados durante este período. Aqueles que viviam mais perto dos oceanos foram capazes de complementar sua dieta com mais peixes, enquanto aqueles que viviam no interior tinham uma dieta contendo mais carne.
Carne

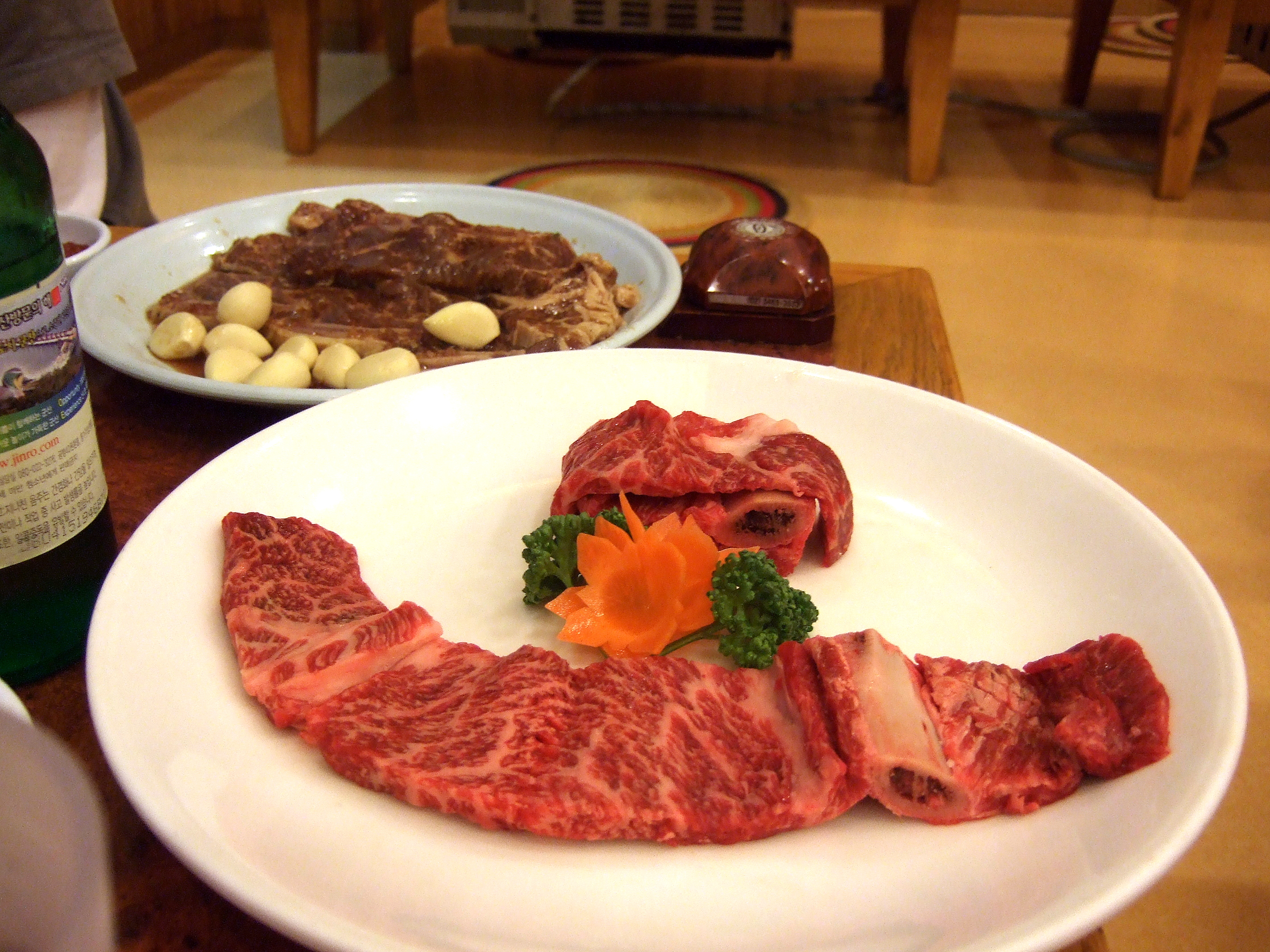
Hanwu galbi

A carne bovina é a mais valorizada de todas as carnes, com o próprio gado desempenhando um importante papel cultural na casa coreana. O gado era visto como servo e igual ao servo humano. O gado tinha como "férias" o primeiro dia do Ano Novo Lunar. A importância do gado não sugere que os coreanos comessem uma abundância de carne, no entanto, como a carne de porco e os frutos do mar eram provavelmente mais consumidos em uma base mais regular, o gado era mais avaliado como "animais de carga". A classe dominante budista do período Goryeo proibiu o consumo de carne bovina, mas os mongóis dispensaram a proibição da carne durante o século XIII e promoveram a produção de gado de corte. Esse aumento da produção continuou até o período Joseon, quando o governo encorajou o aumento da quantidade e qualidade da carne bovina.
Foi apenas na última parte do século XX que a carne bovina se tornou regular nas mesas coreanas. A carne do bovino pode ser preparada de várias maneiras atualmente, incluindo assar ou grelhar(gui), ferver em sopas ou também pode ser seca como e com marisco, chamado respectivamente yukpo e eopo.
Frango
A galinha tem desempenhado um papel importante como uma proteína na história da Coreia, evidenciada por uma série de mitos. Um mito conta o nascimento de Kim Alji, fundador da família Kim de Gyeongju, anunciado pelo grito de uma galinha branca. Como o nascimento do fundador de um clã é sempre anunciado por um animal com qualidades sobrenaturais, este mito fala da importância do frango. O frango é muitas vezes servido torrado ou assado com legumes ou em sopas. Todas as partes do frango são usadas na cozinha coreana, incluindo a moela, o fígado e os pés. As galinhas mais novas são assadas em comidas e sopas medicinais durante os meses de verão para combater o calor chamado samgyetang. Os pés do frango, chamado dakbal(닭발), são muitas vezes assados e cobertos com o quente e picante gochujang baseado em molho e servido como um anju, ou um prato de lado para acompanhar bebidas alcoólicas coreanas, especialmente soju.
Carne de porco

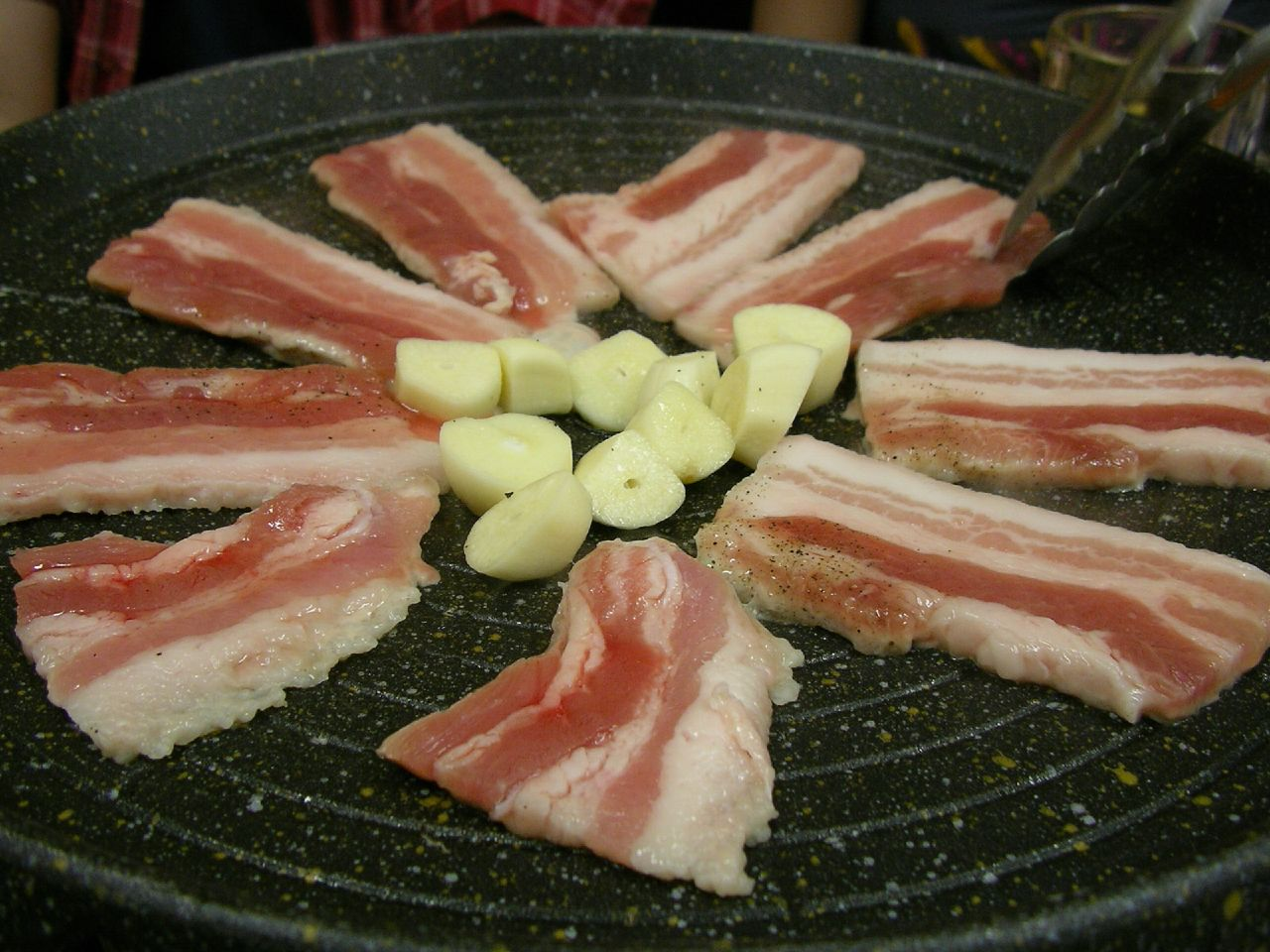
Samgyeopsal

A carne de porco também tem sido uma outra proteína importante para a Coreia. Os registros indicam que os porcos fazem parte da dieta coreana desde a Antiguidade, semelhante à criação de gado.
Uma série de alimentos são evitados ao se comer carne de porco, incluindo campânula chinesa(doraji, 도라지) e raiz de lótus(yeonn ppuri, 연뿌리) como as combinações que poderiam causar diarreia. Todas as partes do porco são usados na cozinha coreana em uma variedade de métodos de cozimento, incluindo cozinhar a vapor, cozer, ferver e defumar.

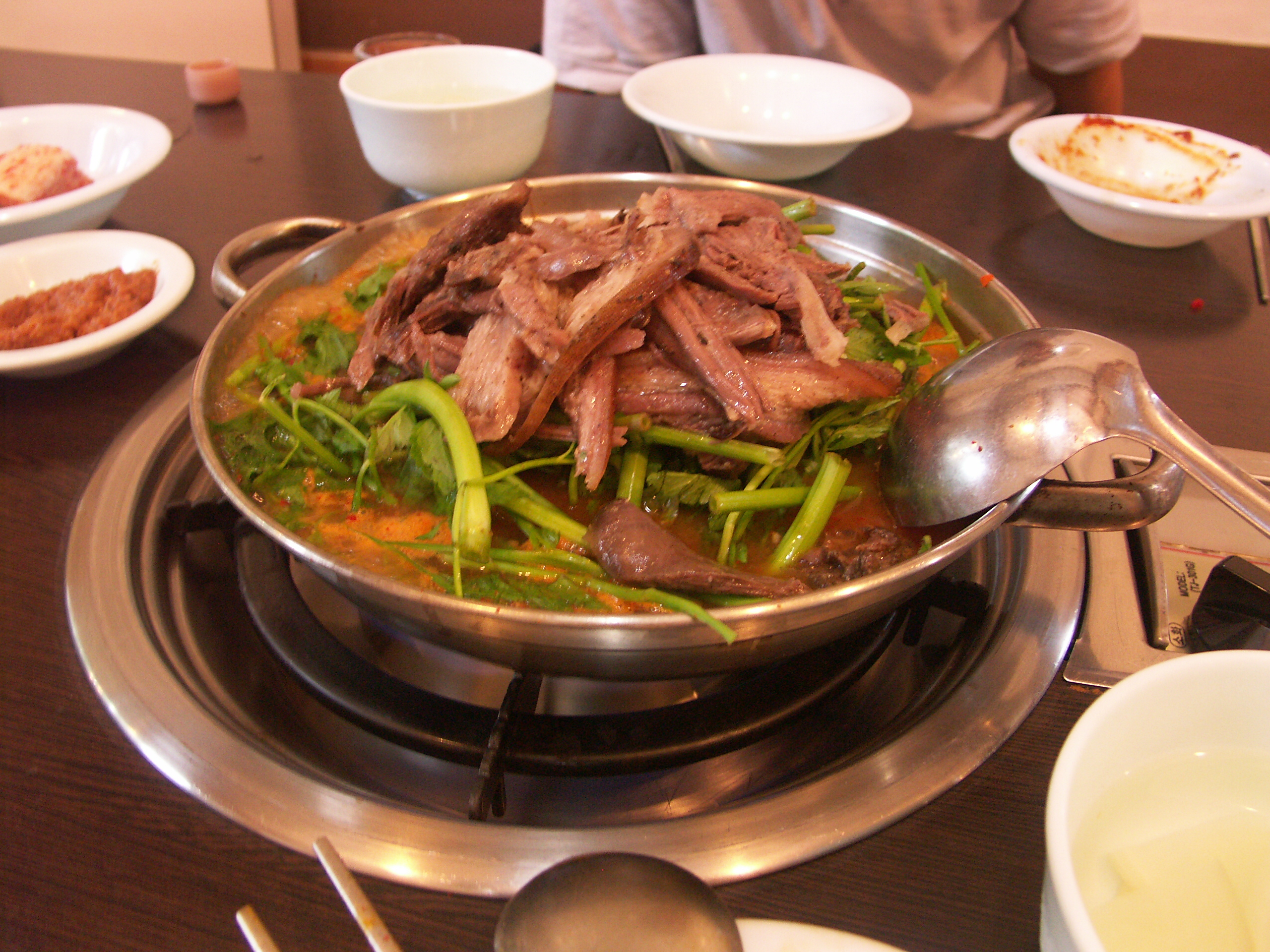
Um prato feito com carne de cachorro na Coreia do Sul

O consumo de carne de cão na Coreia remonta à antiguidade. A raça do cão criado para servir de carne, nureongi(누렁이), difere daquelas raças de cães criados para serem animais de estimação que os coreanos podem ter em casa. Aqueles que consomem a carne de cachorro, costumam fazê-lo durante os meses de verão em forma assada ou preparados em sopas. O mais popular dessas sopas é o gaejang-guk (também chamado de bosintang), um guisado picante destinado a equilibrar o calor do corpo durante os meses de verão; seguidores do costume afirmam que isso é feito para garantir a boa saúde, equilibrando o gi, ou energia vital do corpo. Uma versão do século XIX de gaejang-guk explica que o prato é preparado por carne de cachorro fervente com cebolinha e pó de chile. As variações do prato contêm galinha e brotos de bambu. Enquanto os pratos ainda são populares na Coreia com um segmento da população, o cão não é tão amplamente consumido como carnes de frango e de porco.
-->

#### Peixes e frutos do mar

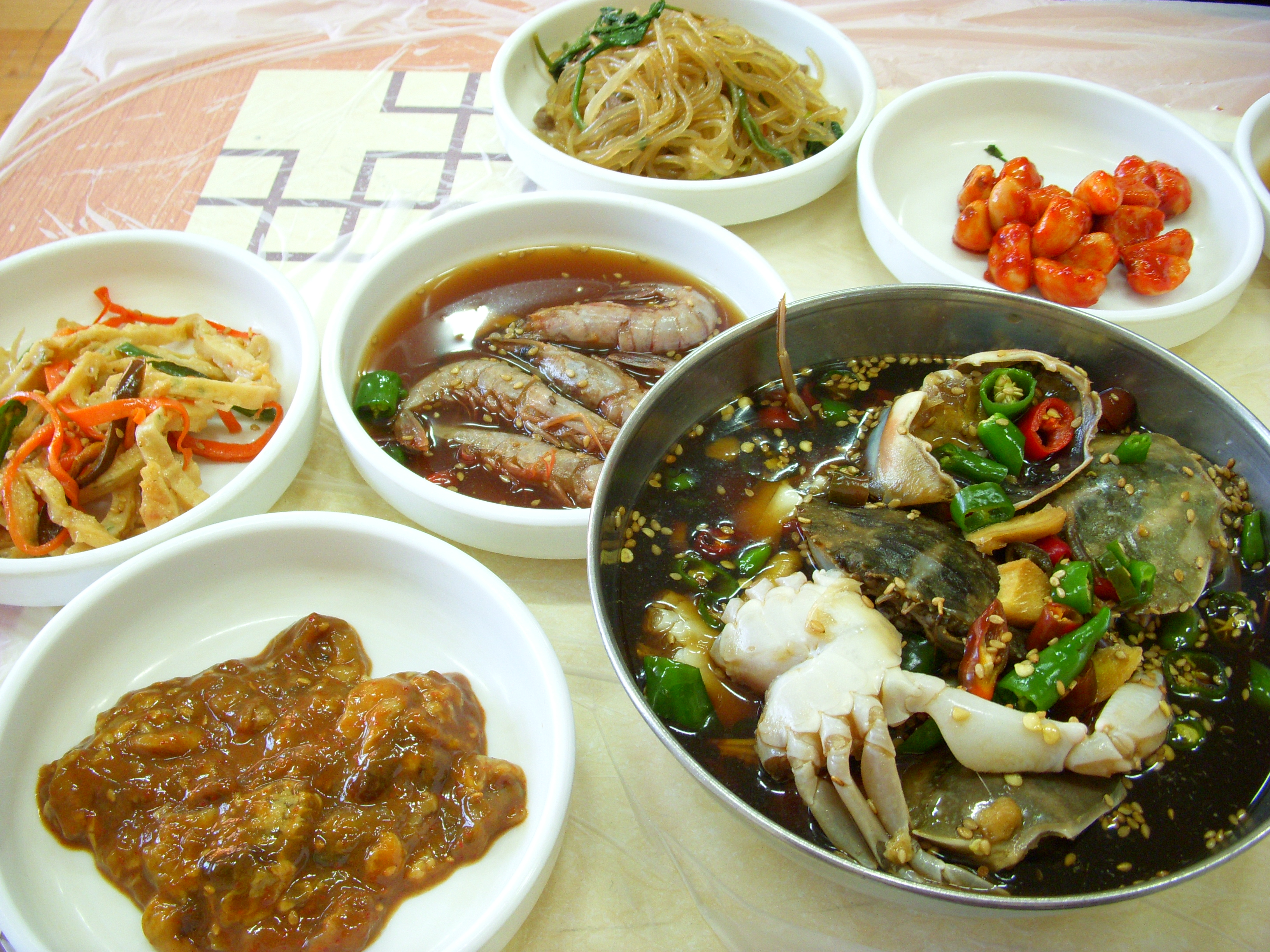
Uma tigela de gejang, caranguejos marinados em molho de soja de vários banchan.

Peixes e mariscos têm sido uma parte importante da cozinha coreana por causa dos oceanos que fazem fronteira com a península. Evidências do século XII ilustram que os plebeus consumiam uma dieta principalmente de peixes e mariscos, como camarão, molusco, ostra e cobitidae, enquanto ovelhas e porcos foram reservados para as classes mais altas.
Ambos os peixes frescos e de água salgada são populares e são servidos crus, grelhados, secos, em sopas e em ensopados. São comuns peixes grelhados incluindo carapau, trichiuridae, sciaenidae e clupea pallasii. Peixes menores, camarões, lulas, moluscos e inúmeros outros frutos do mar podem ser salgados como Jeotgal. Os peixes também podem ser grelhados inteiros ou em filetes como banchan. O peixe é muitas vezes seco naturalmente, a fim de prolongar os períodos de armazenamento e permitir o transporte marítimo em longas distâncias. Os peixes que normalmente são secos incluem corvina amarela, anchovas (myeolchi) e croaker. Anchovas secas junto com algas formam a base dos caldos de sopa comuns.
O marisco é largamente consumido em todos os tipos de preparação. Eles podem ser usados para preparar caldos, comidos crus com chogochujang que é uma mistura de gochujang(pasta de pimenta) e vinagre, ou usados como um ingrediente popular em pratos incontáveis. Ostras cruas e outros frutos do mar podem ser usados para fazer kimchi, com o intuito de melhorar e variar os sabores. Filhotes de camarões salgados são usados como um agente de tempero conhecido como saeujeot para a preparação de alguns tipos de kimchi. Grandes camarões são freqüentemente grelhados como daeha gui (대하 구이) ou secos, misturados com legumes e servidos com arroz. Moluscos comidos na cozinha coreana incluem polvos, chocos e lulas.

### Vegetais
A cozinha coreana usa uma grande variedade de vegetais, que podem ser servidos crus, tanto em saladas como em picles, assim como cozidos em vários ensopados, pratos fritos e outros pratos quentes. Vegetais que são bastante usados incluem o daikon, repolho de napa, pepino, batata, batata-doce, espinafre, cebolinha, alho, pimentões, algas, cogumelos, raiz de lótus, dentre outros. Vários tipos de vegetais selvagens, conhecidos coletivamente como chwinamul(como os asters), são um prato popular, e outros vegetais selvagens como brotos de fetos de samambaia (gosari) ou raiz de campânula coreano (doraji) também são colhidos e comidos na estação. Ervas medicinais como ginseng, Ganoderma lucidum, goji, Codonopsis pilosula e Angelica sinensis são muitas vezes utilizados como ingredientes na cozinha, como em samgyetang.

## Etiqueta

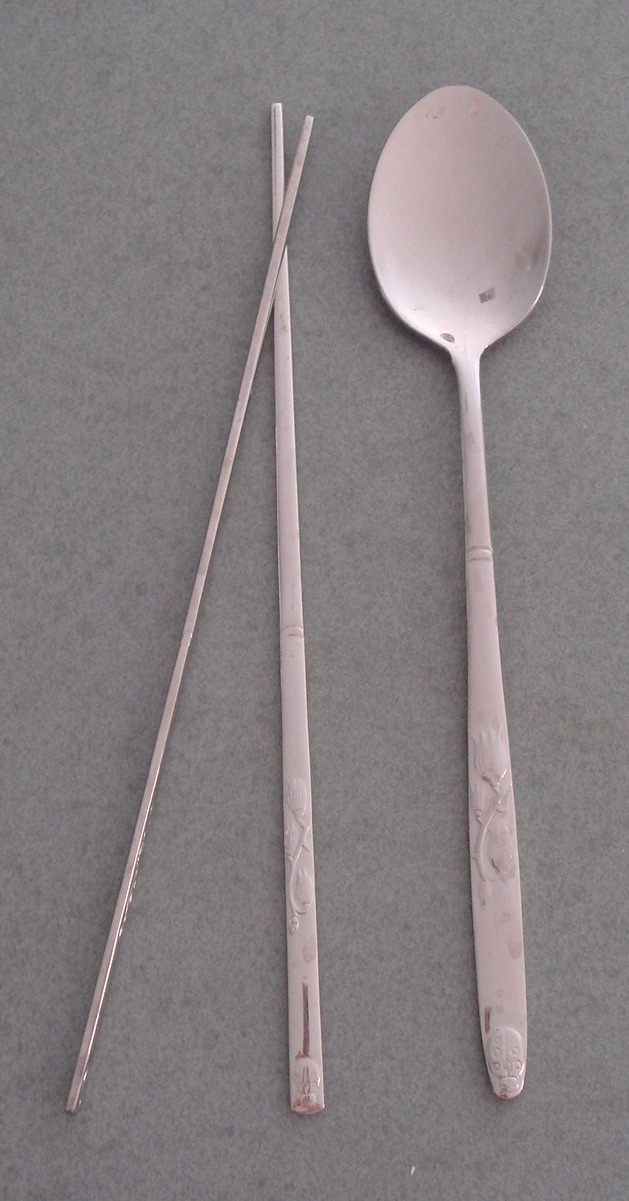
Pauzinhos coreanos e colher feitos de aço inoxidável.

## Cozinha da corte

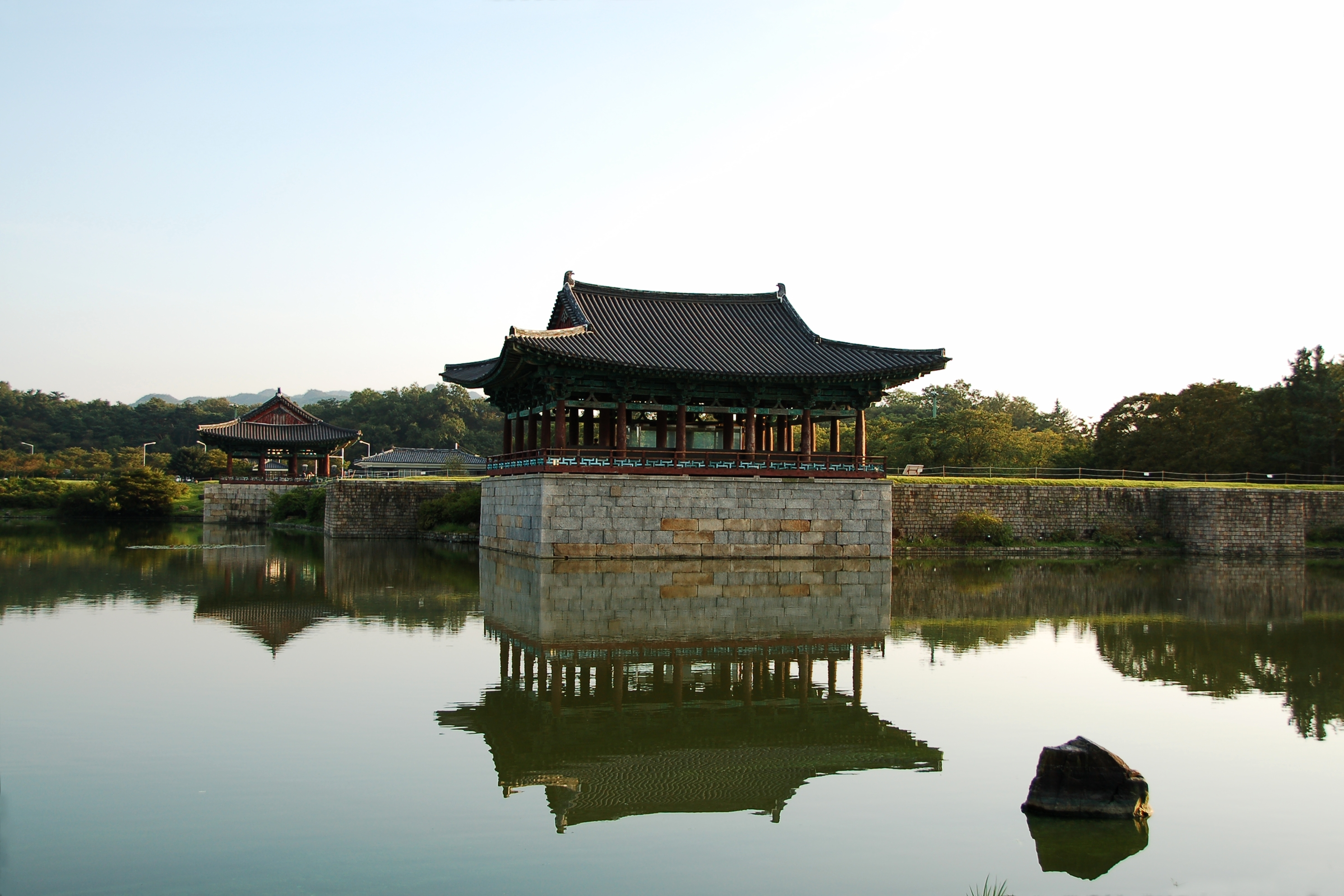
Lago Anapji em Gyeongju, capital do Reino de Silla.

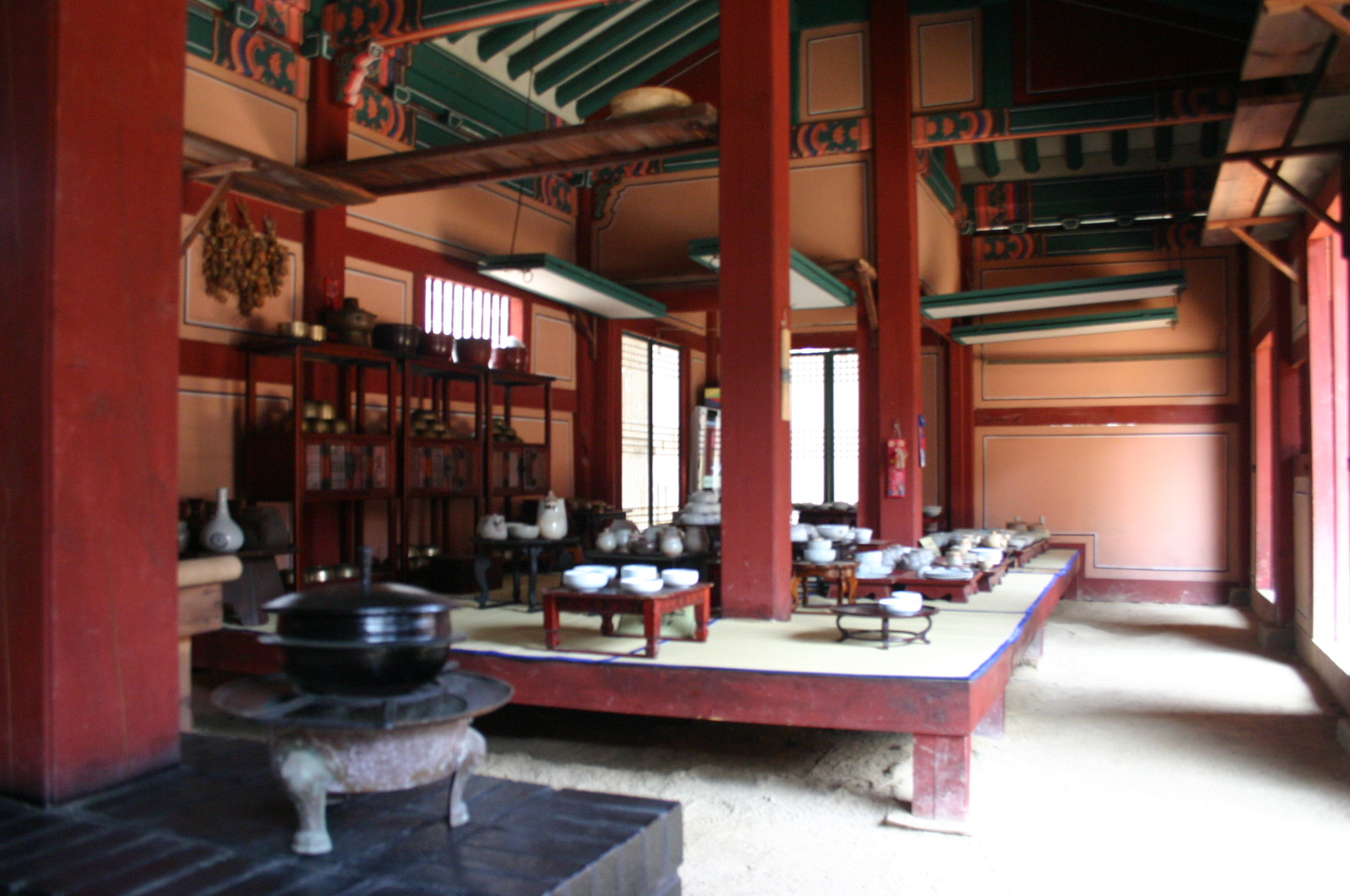
Um modelo da cozinha real no parque temático Dae Jang Geum, na Coreia do Sul.

A culinária da corte real da Coreia foi um estilo de culinária dentro da culinária da Coreia tradicionalmente consumida na corte da dinastia Joseon, que governou a Coreia de 1392 a 1910. Dizia-se que deveriam servir doze pratos junto com arroz e sopa, servindo-os, em sua maioria, com bangjja(talheres de bronze). Este estilo culinário foi recuperado somente no início do século XX.

## Cozinha regional

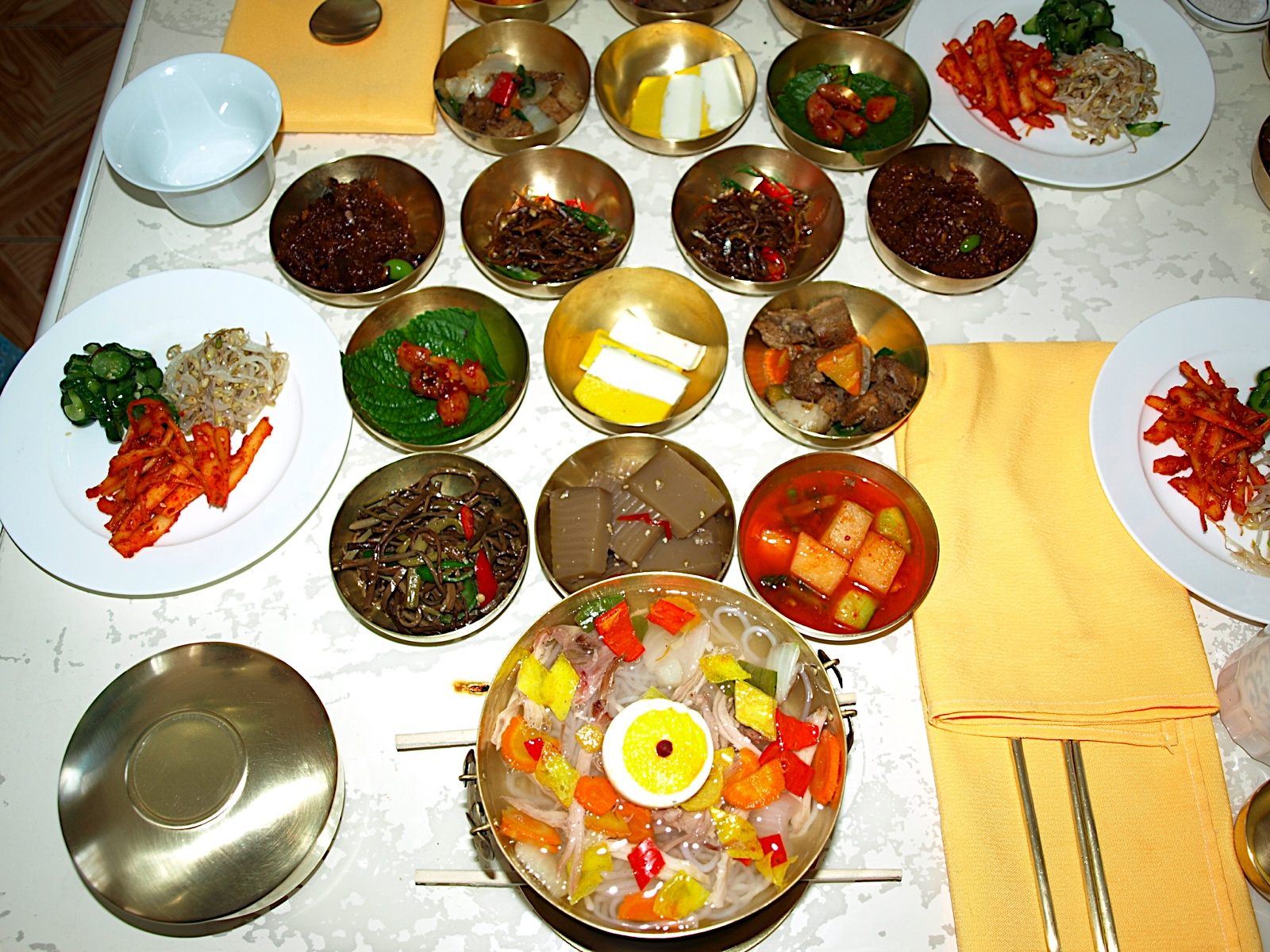
Uma refeição tradicional em Kaesong, Coreia do Norte.

## Cozinha vegetariana

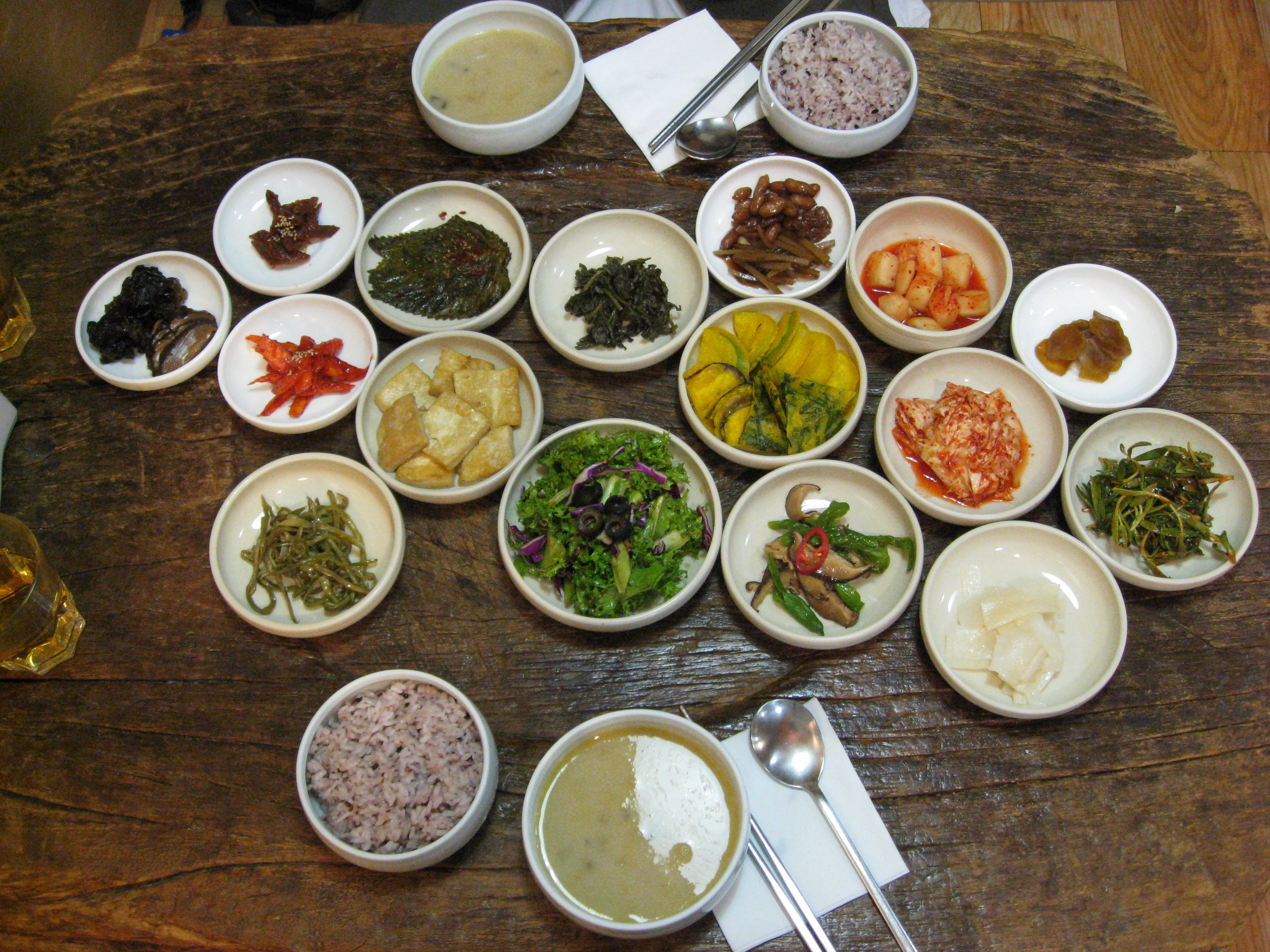
Uma variedade de bap (arroz) e banchan num restaurante vegetariano em Anguk-dong, Seul, Coreia do Sul.

A culinária vegetariana na Coreia está ligada às tradições budistas que influenciaram a cultura coreana a partir da dinastia Goryeo. Há centenas de restaurantes vegetarianos na Coreia, embora historicamente a maioria sejam restaurantes locais que são desconhecidos para os turistas. A maioria tem buffets com comida fria, e kimchi vegetariano, sendo o tofu a principal característica. O bibimbap é um prato comum vegan. Os menus mudam de acordo com as estações. Vinhos sem álcool, e os chás também são servidos. A cerimônia do chá coreana é adequada para todos os vegetarianos e veganos e de início tinha influências budistas. Todos os alimentos são consumidos com uma combinação de jeotgarak(pauzinhos) ovais de aço inoxidável bastante escorregadio e uma colher rasa de mangas compridas chamada sujeo.
Os restaurantes coreanos vegetarianos também podem ser encontrados no exterior, como o Hangawi e Francia em Manhattan, Nova Iorque e o Amitabul em Chicago, todos nos Estados Unidos.

## Cozinha budista

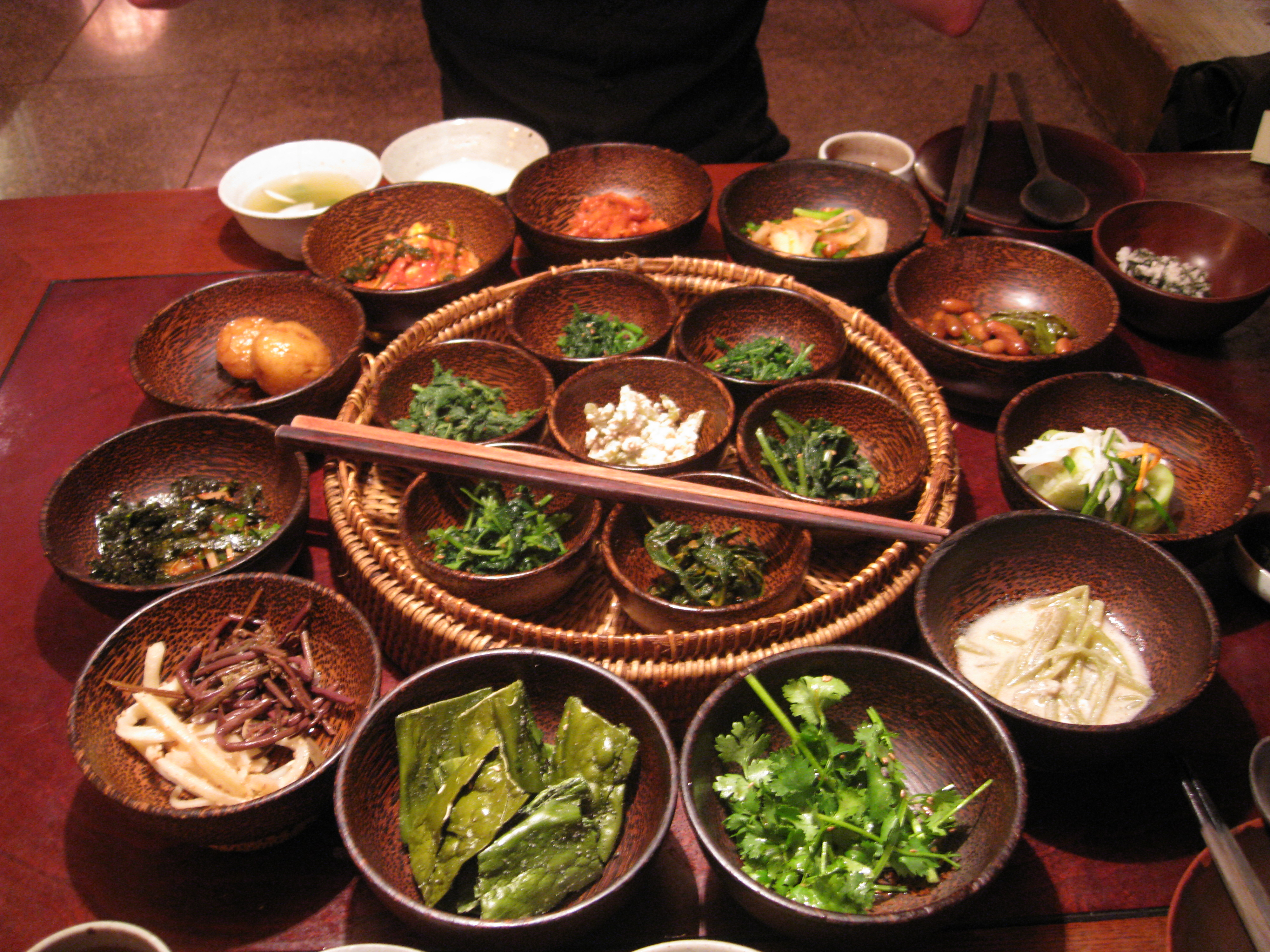
Cozinha templária coreana em Sanchon, um restaurante localizado em Insadong, Seul.

A culinária budista da Coreia existe desde que o Budismo foi introduzido na península, onde as tradições influenciaram bastante na cozinha local. Durante o período Silla (57 a.C – 935), o chalbap (찰밥, tigela de arroz cozido ou arroz glutinoso), o yakgwa (uma sobremesa frita) e o yumilgwa (lanche de arroz frito e soprado) foram servidos para altares budistas e foram desenvolvidos em tipos de hangwa, confeitos tradicionais coreanos. Durante a Dinastia Goryeo, sangchu ssam(envoltórios feitos com alface), yaksik e yakgwa foram desenvolvidos e assim se espalhou para a China e outros países. Desde a dinastia Joseon, a cozinha budista foi estabelecida na Coreia de acordo com regiões e templos.
Por outro lado, a culinária da corte real está intimamente relacionada com a culinária dos templos coreanos. No passado, quando as empregadas da corte real chamados sanggung foram designadas para Suragan(hangul: 수라간; hanja: 水剌間; o nome da cozinha real), onde preparavam as refeições do rei, ficavam idosas, tinham que deixar o palácio real. Portanto, muitas delas entravam em templos budistas para se tornarem freiras. Como resultado, as técnicas culinárias e as receitas da cozinha real foram integradas à culinária budista.

## Bebidas

### Não alcoólicas

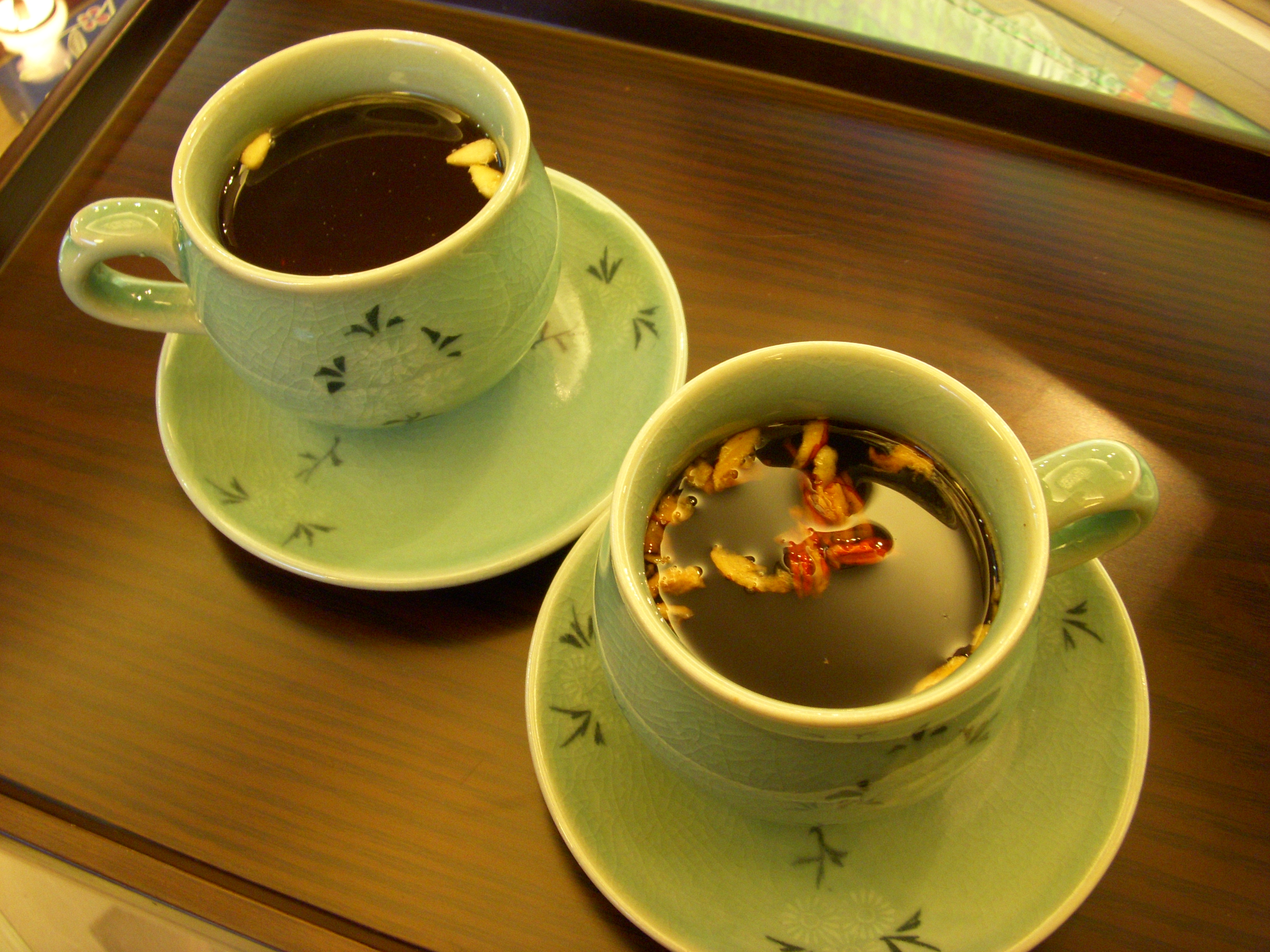
Daechu cha(chá jujuba)

Todas as bebidas tradicionais não-alcoólicas coreanas são referidas como eumcheong ou eumcheongnyu(음청류 飮淸類), que significa literalmente "bebidas claras". De acordo com documentos históricos sobre culinária coreana, existem mais de 193 itens de eumcheongnyu. Os eumcheongnyu podem ser divididos nas seguintes categorias: chá, hwachae (ponche de fruta), sikhye (bebida de arroz doce), sujeonggwa (ponche de caqui), tang (탕, água fervida), jang (장, suco de grãos fermentados com sabor amargo), suksu (숙수, bebida feita de ervas), galsu (갈수, bebida feita de extrato de frutas e medicina oriental), água doce, suco e leite feitos por seus ingredientes materiais e métodos de preparação. Entre as variedades, chá, hwachae, sikhye e sujeonggwa ainda são amplamente adorados e consumidos, porém os outros quase desapareceram no final do século XX.
Na culinária coreana, o chá refere-se a vários tipos de chás de ervas que podem ser servidos quente ou frio. Não necessariamente relacionadas com as folhas, brotos foliares e entrenós da planta Camellia sinensis, os chás são feitos de diversas substâncias, incluindo frutas (por exemplo: yujacha), flores (exemplo: gukhwacha), folhas, raízes e grãos (exemplos: chá de cevada, hyeonmi cha) ou ainda ervas e substâncias usadas na medicina tradicional coreana, como ginseng(exemplo: Insam cha) e gengibre(exemplo: saenggang cha).

### Alcoólicas

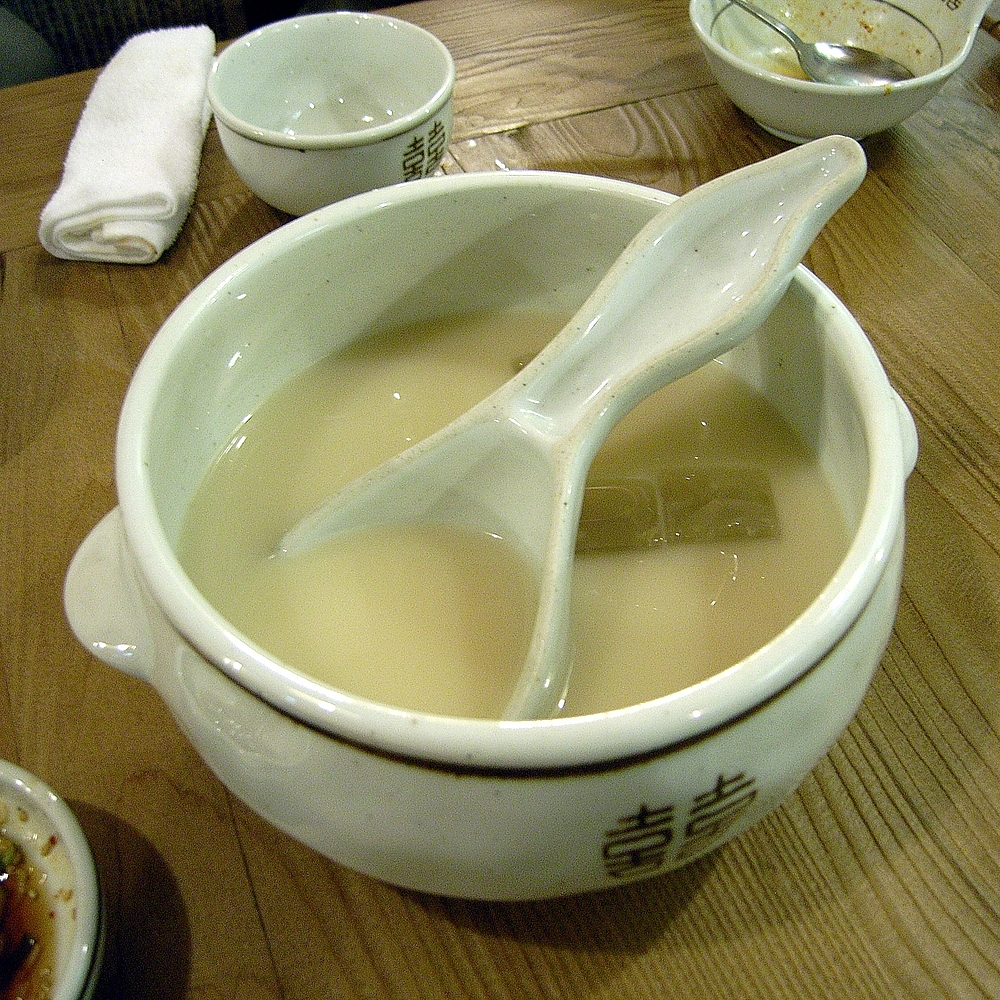
Uma tigela de makgeolli, um tipo de takju.

Enquanto o soju é o licor mais conhecido, existem mais de 100 diferentes variações de bebidas alcoólicas como cervejas, arroz fermentado e vinhos de frutas, além dos licores propriamente produzidos na Coreia do Sul. As bebidas mais vendidas(o termo coreano para cerveja: maekju) é o lager, que é similar aos encontrados na Europa e na Ásia. O mercado de bebidas sul-coreano é dominado por duas grandes marcas: Hite e Oriental Brewery. Taedonggang é uma bebida norte-coreana produzida em uma cervejaria em Pyongyang desde 2002. Cervejas e bares artesanais cresceram em popularidade após 2002.
Soju é uma bebida clara que foi feita originalmente de grão, especialmente arroz, e agora também é feito de batata-doce ou cevada. Os sojus feitos de grãos são considerados superiores(assim como no caso de vodka com grãos versus vodka com batata). Essa bebida tem cerca de 22% de teor alcoólico e é a bebida favorita de estudantes universitários, empresários e operários.
Yakju é um licor puro refinado e fermentado do arroz, como o mais conhecido cheongju.Takju é um licor grosso não refinado feito com grãos, sendo o mais conhecido o makgeolli, um vinho de arroz branco e leitoso tradicionalmente bebido por fazendeiros.
Além do vinho de arroz, vários vinhos de frutas e vinhos de ervas existem na cozinha coreana. A acácia, a ameixa, a cereja, os frutos de pinho e a romã são os mais populares. Vinhos majuang(um vinho misturado de uvas coreanas com vinhos franceses ou americanos) e vinhos à base de ginseng também estão disponíveis.

### Comidas de rua

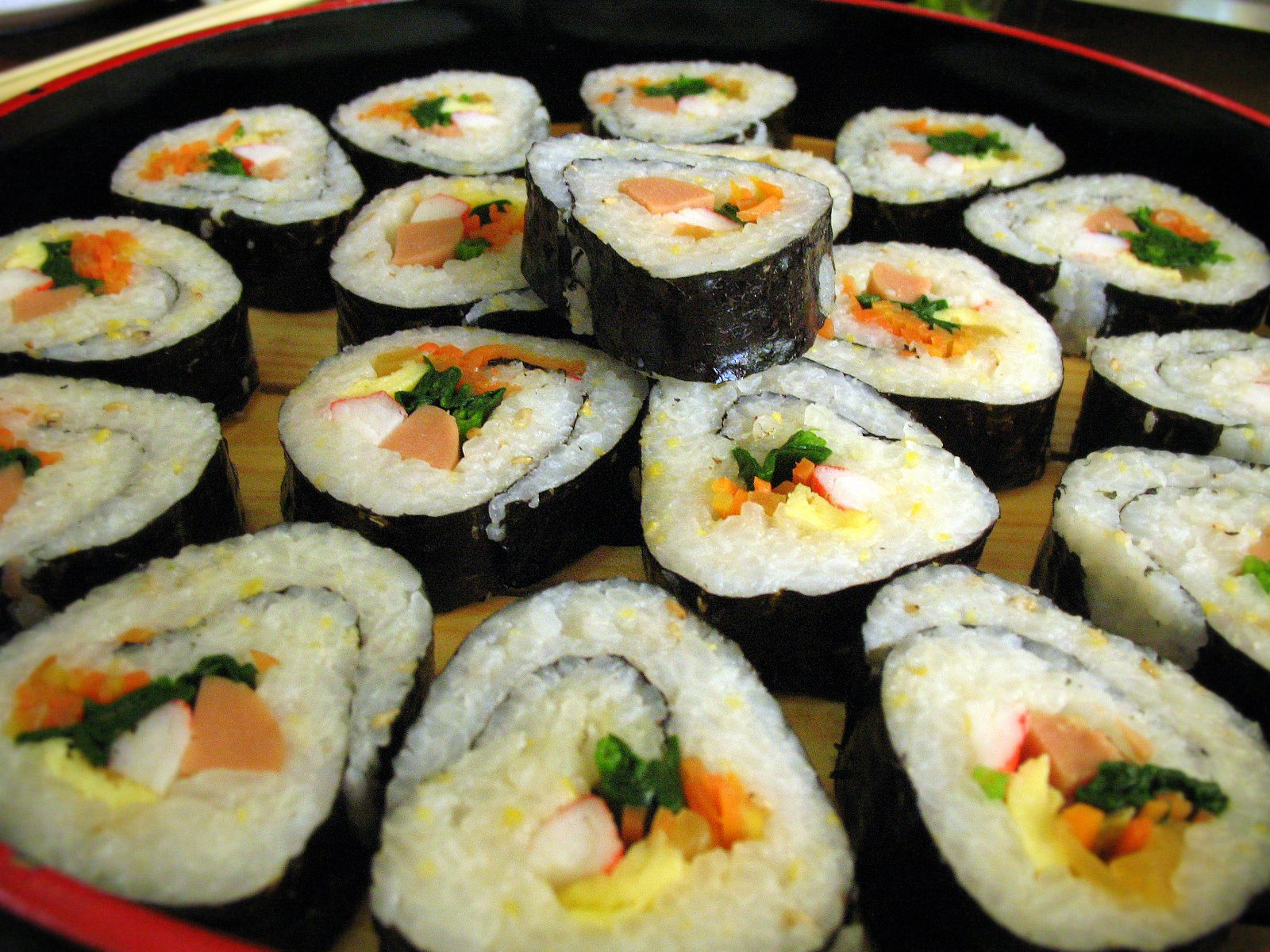
Bandeja de gimbap cortado

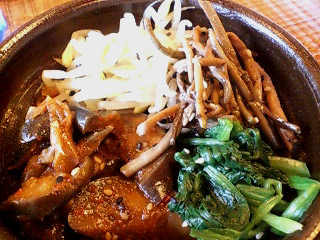
Namul

## Pratos preparados

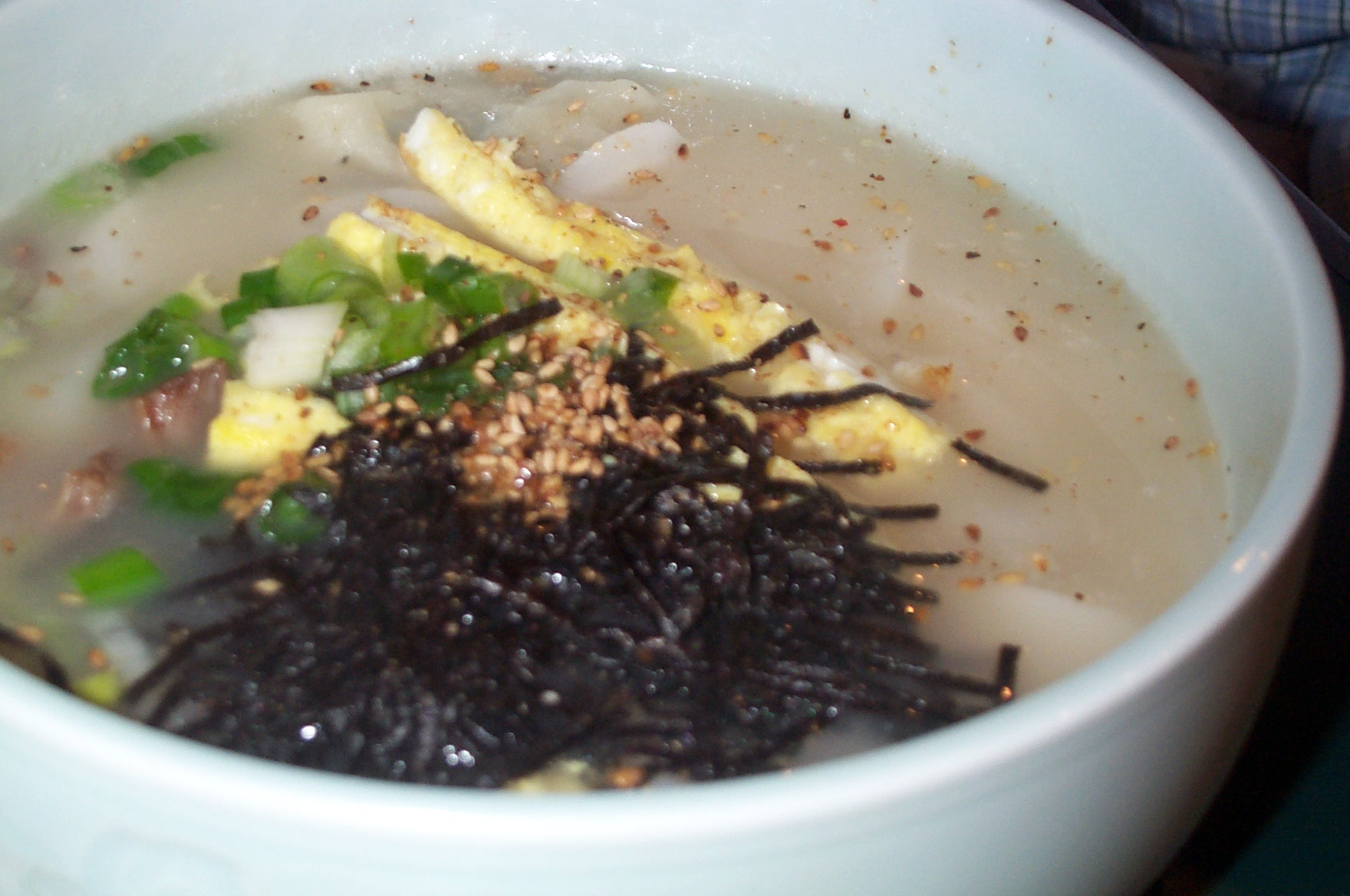
Tteokguk, sopa feita com tteok e bolinho de arroz.

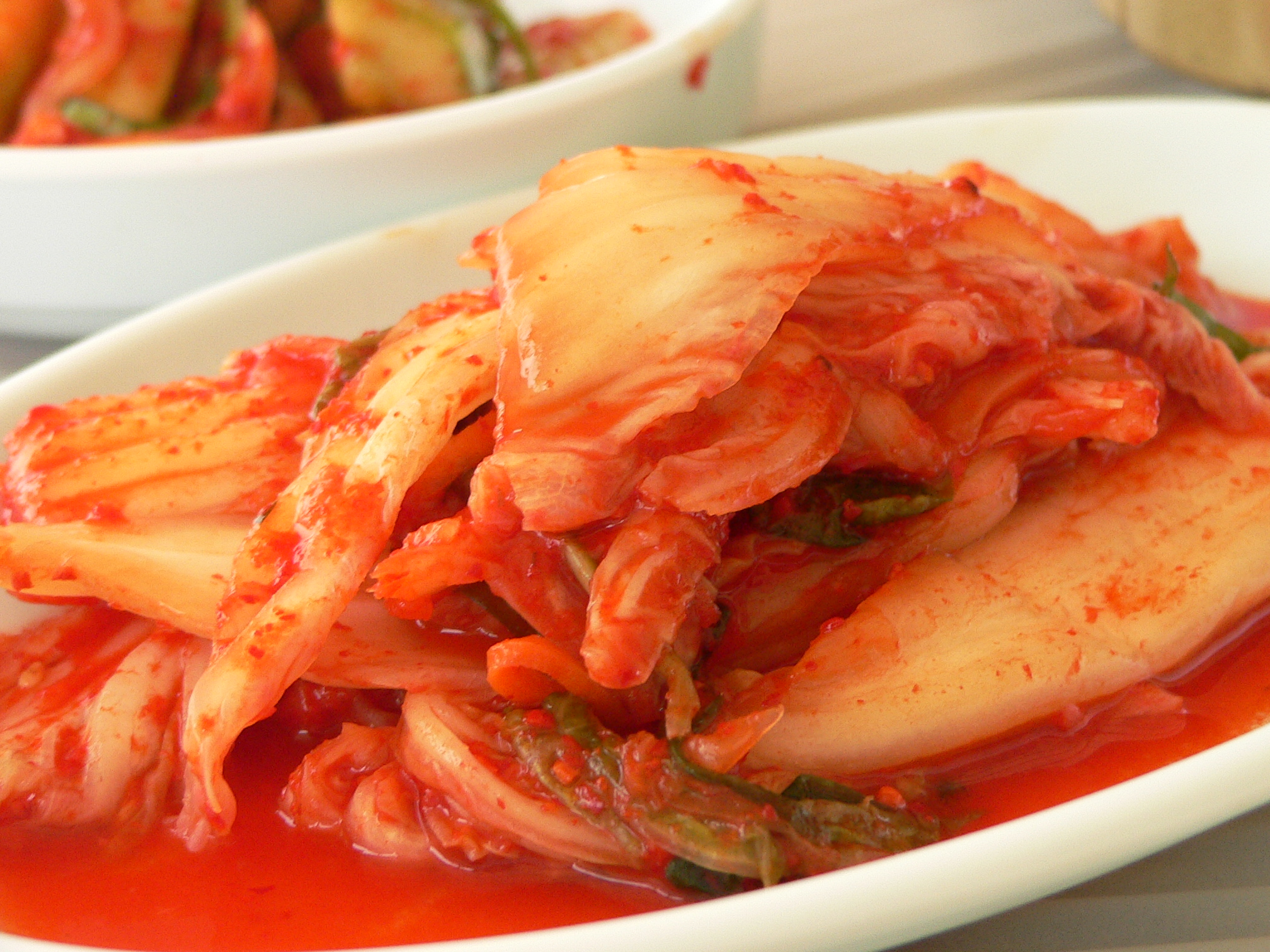
Kimchi

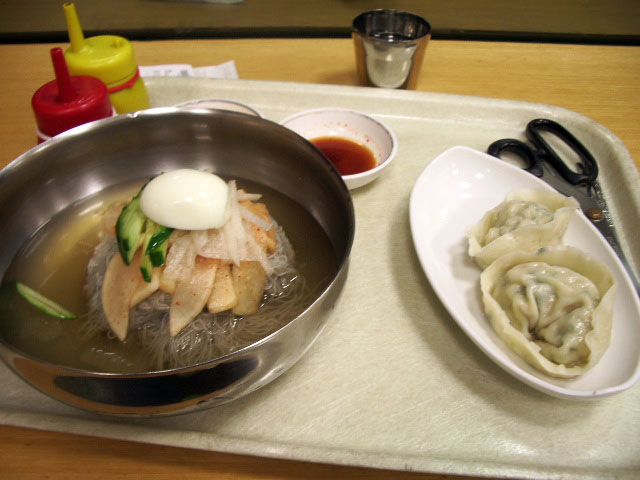
Mul naengmyeon com mandu

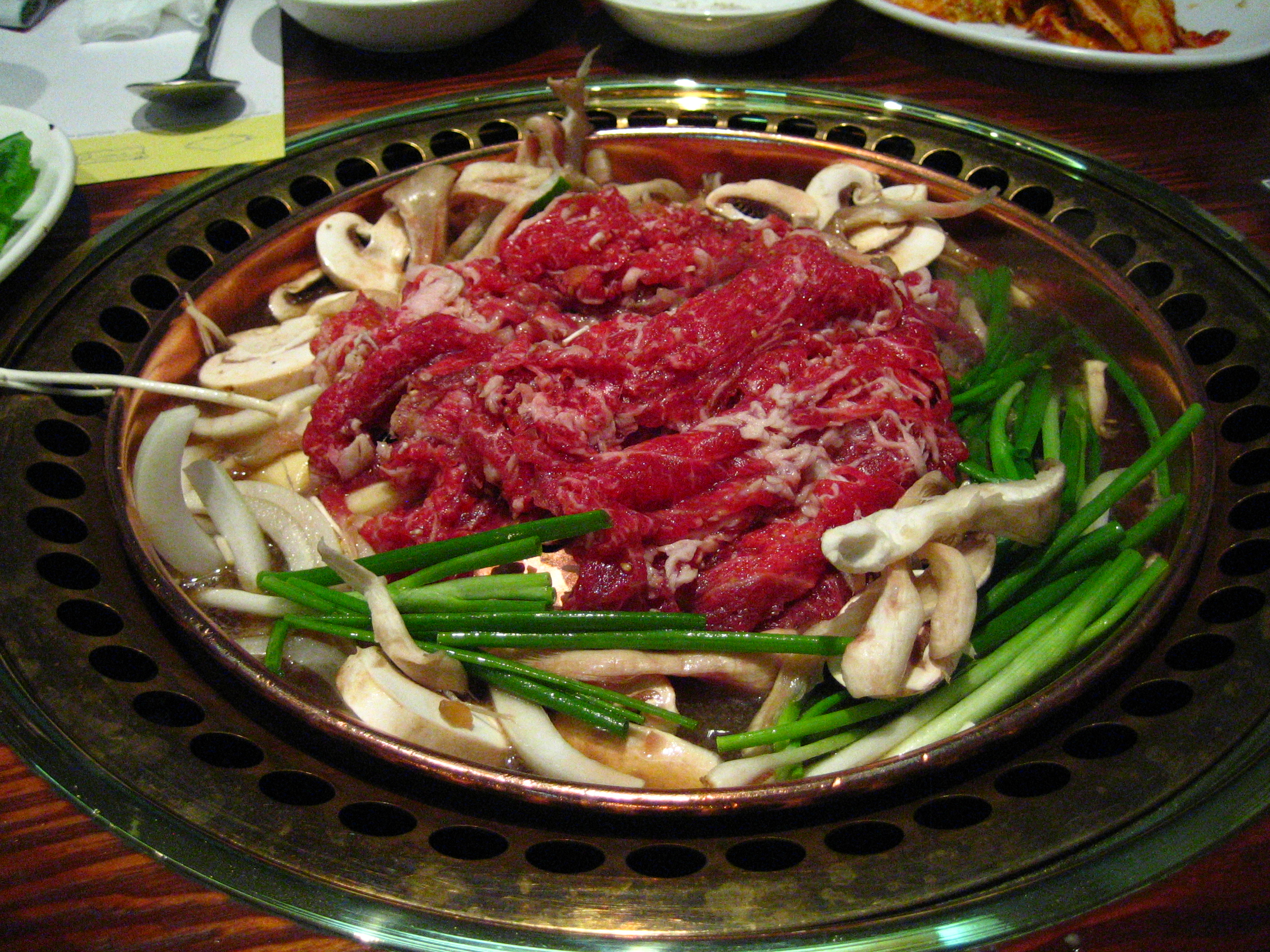
Bulgogi, um prato grelhado coreano; a carne e os vegetais mostrados aqui ainda não foram grelhados.

### Pratos únicos

#### Dakbal(Pé de Galinha)
Na Coreia do Sul, pé de galinha é conhecido como Dakbal (닭발), e é um prato grelhado ou frito com molho chili picante. Normalmente é comido como um anju (pratos para acompanhar bebidas alcoólicas). Também se come junto com Bolas de Arroz, um prato composto por arroz misturado com vegetais e ovos cozidos no vapor para aliviar o sabor picante do pé de galinha.

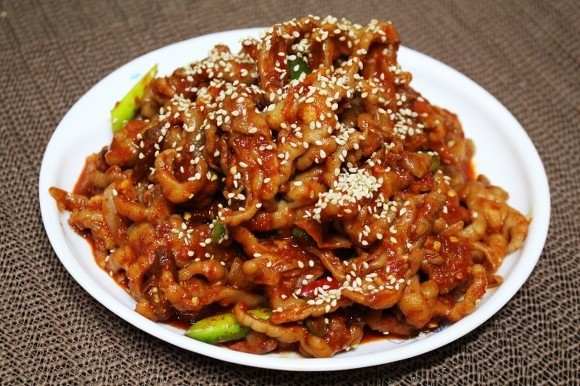
Dakbal

#### Jokbal(Pé de Porco)
Jokbal (족발) é um prato coreano que consiste em pés de porco cozidos com molho de soja e especiarias. Geralmente é refogado em uma combinação de molho de soja, gengibre, alho e vinho de arroz. Os ingredientes adicionais usados podem incluir cebola, alho-poró, alho, canela e pimenta preta.

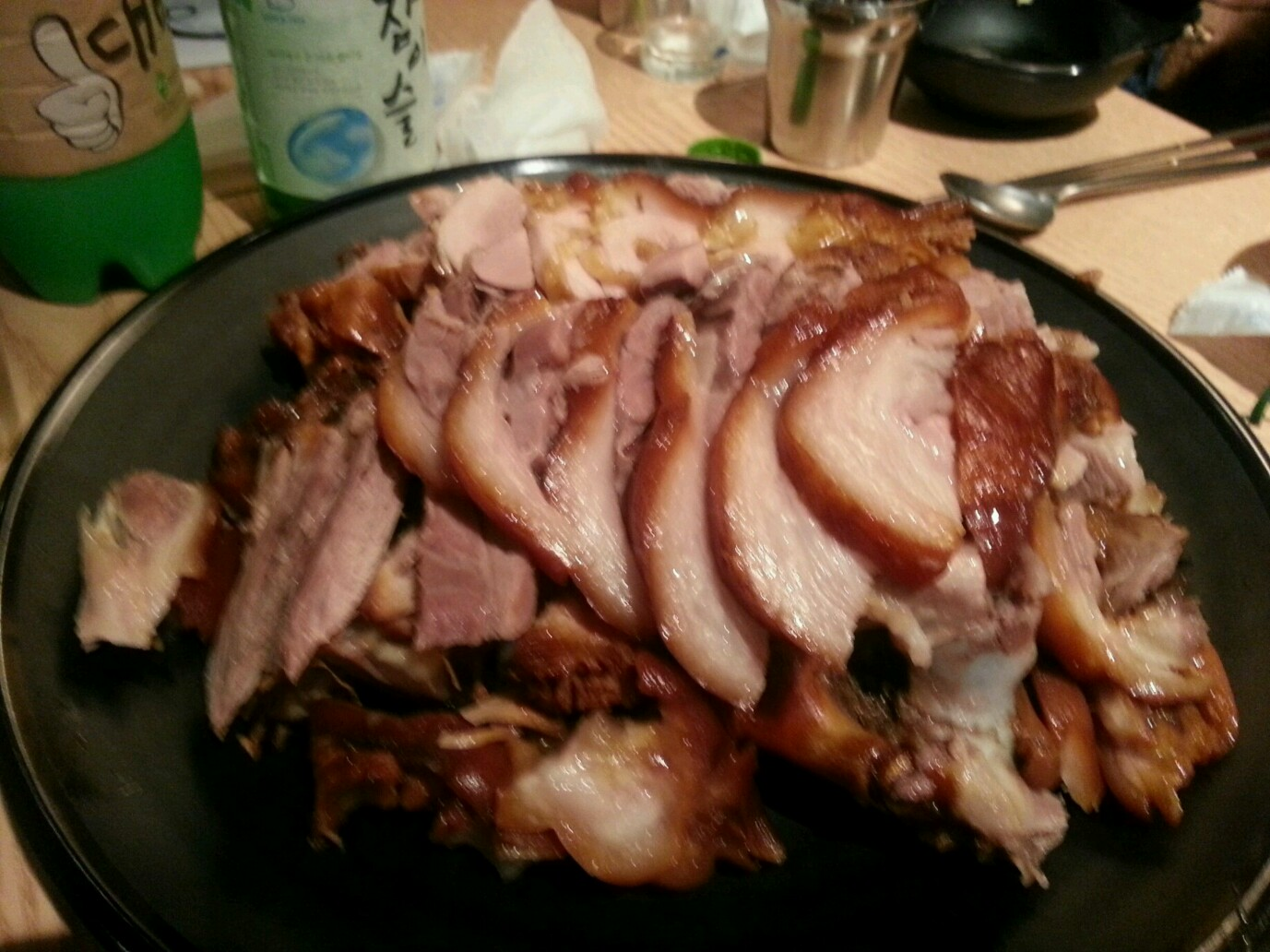
Jokbal

#### Yukhoe(Carne Crua Temperada)
Yukhoe (육회) é normalmente feito com cortes magros de carne, como coxão duro, mas cortes mais macios de carne também podem ser usados. O bife é cortado em finas tiras enquanto se retira a gordura, então é temperado com sal, açúcar, óleo de gergelim, pimenta e alho. Pêra coreana, gema de ovo crua e pinhões são comumente usados como guarnições. Essa carne crua também combina bem com o soju.

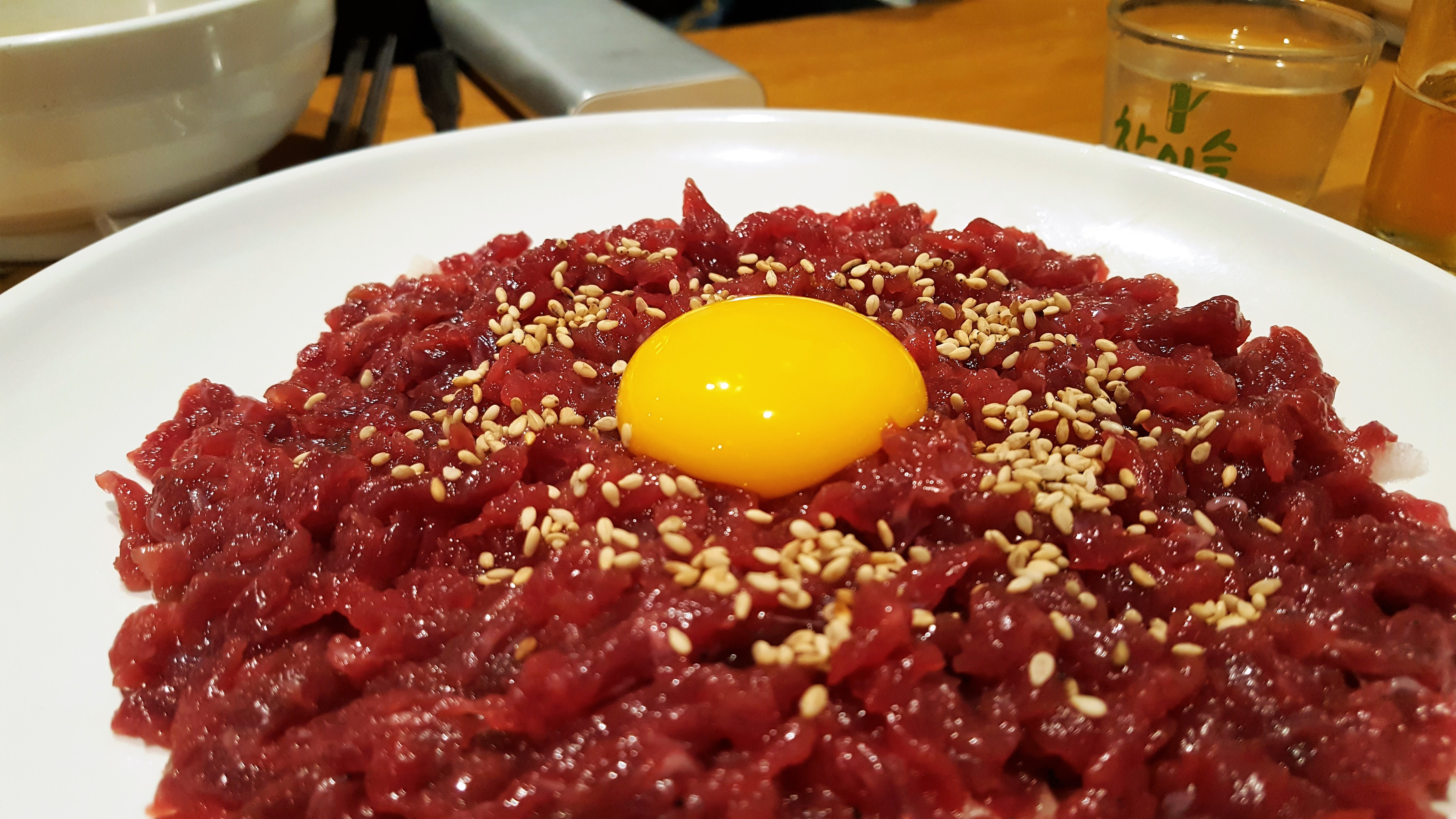
Yukhoe

### Sobremesas

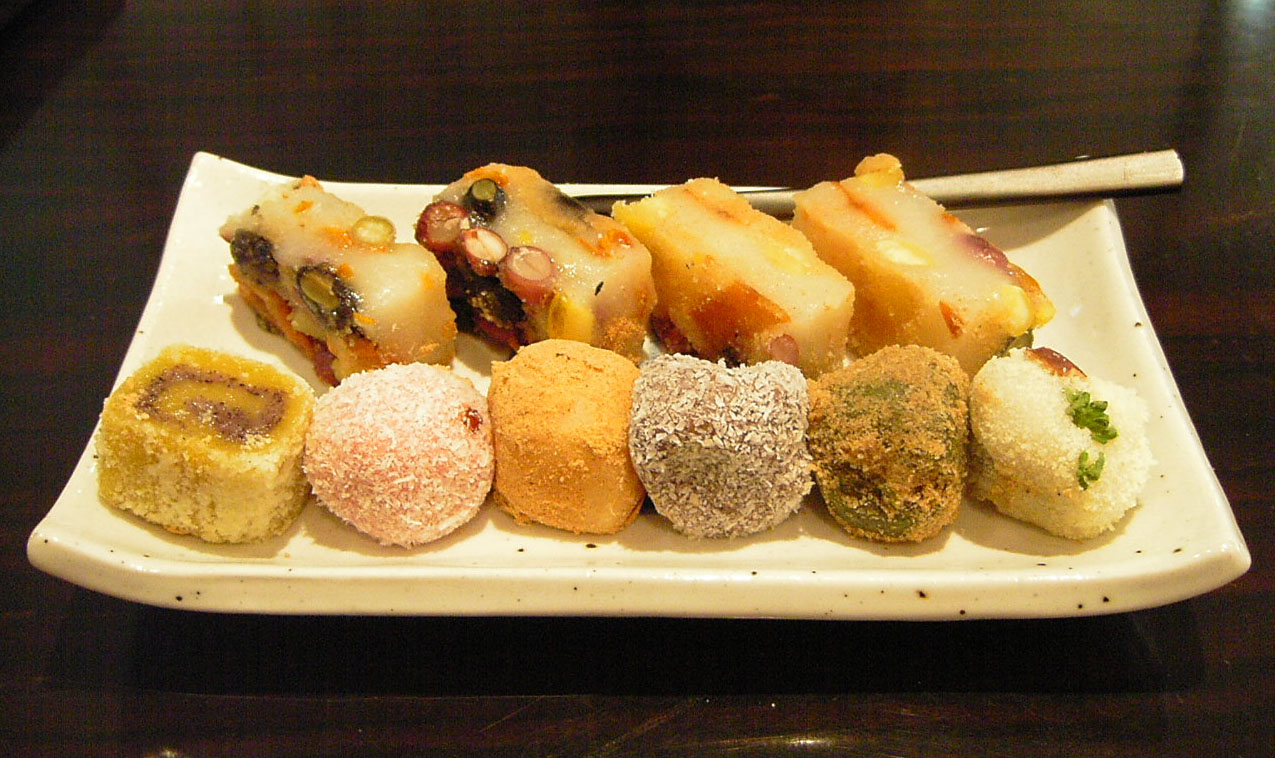
Tteok

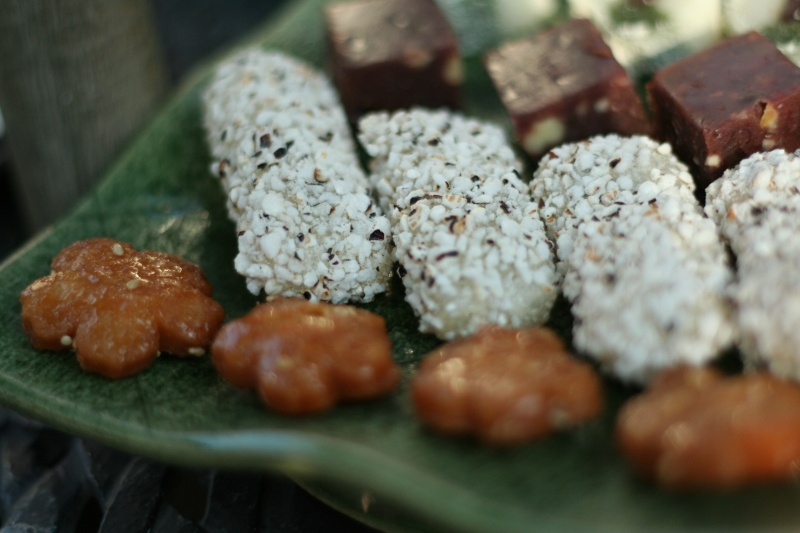
Vários hahngwa

## Cafeterias da moda em Seul
Muitos coreanos gostam de visitar cafeterias únicas e chiques hoje em dia. São lugares tão diferenciados que atraem também os turistas da cidade. Existem muitas cafeterias de franquia enormes, mas aqui apresentamos cafeterias distintas e impressionantes que fascinam as pessoas!

### Seoulism
A cafeteria Seoulism é uma das mais populares de Seul. Famosa por sua deslumbrante vista da cobertura, este bar-café é um ótimo destino para encontros, sair com amigos ou tirar fotos que estão na moda no Instagram. Embora não esteja localizado no centro de Seul, a cafeteria oferece uma das mais exclusivas experiências de qualquer cafeteria em Seul.

#### Vantagens e Desvantagens
Existem duas desvantagens no Seoulism, e uma delas é a popularidade. É uma cafeteria muito popular, portanto, se você quiser visitar, tente visitá-lo em um horário menos popular ou espere um pouco. O momento ideal para visitar depende de seus desejos. Se você quiser visitar o horário menos movimentado, pense em visitá-lo de manhã ou no início da tarde, antes das 13h. Isso evitará a maioria das multidões e permitirá que você aproveite o Seoulism antes que fique muito cheio. Se você estiver interessado em ter a melhor atmosfera e pontos de vista, considere visitar a hora do pôr do sol. No verão, isso significa 18h - 19h e, no inverno, cerca de 17h. Isso não apenas promete as melhores vistas, mas também significa que você pode experimentar a atmosfera noturna única.
A outra desvantagem é o preço. As bebidas da cafeteria custam o dobro ou até o triplo do que você pode encontrar em outros lugares de Seul. Este é um caso semelhante com o menu de bebidas alcoólicas. Ao entrar no café (pela porta vermelha localizada à esquerda do elevador assim que você sai), você encontra o balcão para fazer pedidos. Cada pessoa deve comprar pelo menos uma bebida e você não pode sentar até fazer o pedido. Se você está procurando a opção mais barata, espere pagar cerca de ₩7.500 por pessoa (aproximadamente R$32,50). Isso lhe dará um café padrão, como um americano ou um café com leite. O Seoulism funciona como um café até a noite, quando muda para um bar. Coquetéis, vinho, cerveja e muito mais estão disponíveis para qualquer pessoa interessada - com preços de bebidas em média de ₩ 10.000 a ₩ 20.000 (R$ 43,30 - R$ 86,60).
Definitivamente, não é um dos cafés ou bares mais baratos, mas oferece uma experiência única e, para algumas pessoas, valerá a pena o custo extra. O café também oferece brunch, sobremesas e comida geral. Esse alimento não é realmente considerado refeição, com ofertas como nachos e pratos de queijo. As sobremesas custam cerca de ₩ 10.000 (R$ 43,30), com brunch e comida geral por ₩ 20.000 (R$ 86,60).

#### Localização
A cafeteria em si está localizada perto da Lotte Tower e pode ser encontrada com apenas uma curta caminhada de Seokchon, estação na linha 8 (a linha rosa). Quando chegar a estação Seokchon, saia pela saída 2 e ande direto por cerca de 10 minutos. Isso o levará ao fundo do edifício em que o Seoulism está localizado. O edifício não é o mais óbvio, então fique de olho. O café está localizado no 6º andar do edifício.
Endereço: 48-7 Songpa-dong, Songpa-gu, Seul, Coreia do Sul.

### Cafe Onion Anguk
Este local é baseado na arquitetura e decorado como um Hanok, que é conhecido como uma casa tradicional coreana projetada e construída no século XIV durante a dinastia Joseon. Pode-se observar telhas tradicionais e madeira nos interiores.
Esta cafeteria canaliza uma 'sensação' distinta que faz você viajar no tempo. No entanto, ele consegue, ao mesmo tempo, ser um lugar moderno, chique, atraente e popular entre os coreanos, por isso, mesmo durante uma tarde de segunda a sexta, o local costuma estar lotado. A maioria das análises online diria que, embora os bolos estejam um pouco acima da média,a sua popularidade é mais sobre como todo o espaço é projetado.
O café temático tradicional fica relativamente perto de Gyeongbokgung e de outras atrações turísticas de Seul, portanto, é recomendado visitar este café antes ou depois da sua viagem à Bukchon Hanok Village, pois eles estão todos na mesma área.
O famoso café Onion abriu mais duas lojas - uma versão mais moderna em Gangbuk-gu; e outro perto da estação Anguk. Sendo o de Jongno-gu a terceira loja, porém, o cardápio do café não é muito diferente dos outros dois estabelecimentos, com doces, pães e bebidas semelhantes.

#### Alguns atrativos do cardápio
- Versão Injeolmi do Pandoro (₩ 5.000, ou aproximadamente R$ 21,60) em que o pó de bolo de arroz coreano é polvilhado e empilhado no topo para se parecer com uma montanha coberta de neve.
- “Onion Mocha” (₩6.500 Won R$ 28,16) uma bebida ligeiramente amarga devido o chocolate.
- “Avocado Pollack Roe Baguette” (₩ 5.500, ou aproximadamente R$ 23,80) uma opção realmente crocante por fora, com manteiga ao centro, recheado com ovas de escamudo.
- “The Black Soybean Scone” (₩ 5.000, ou aproximadamente R$ 21,60) um bolinho recheado com uma mistura de mascarpone com a própria soja preta, seu sabor é doce e terroso.[72]

#### Localização
5 Gyedong-gil, Jongno-gu, Seul, Coreia do Sul.

### Cafe Urban Space
Esta cafeteria com uma filial em Myeong-dong e uma em Seongsu-dong é dividida em duas seções: Urban Source e Urban Space.
Urban Source é um espaço onde são servidos lanches e bebidas, mais próximo de um Café. É um lugar perfeito para visitar se você quer ir para uma boa cafeteira e trabalhar em algum projeto ou estudar. Você pode aproveitar a ambientação retrô ao ver o letreiro aceso à noite.
À noite, você pode curtir no espaço Urban Space. A cafeteria continua crescendo e mudando para entreter os clientes. A maioria desses clientes são mulheres, mas a quantidade de homens que frequentam o local também está aumentando.
É um lugar único e bonito para tirar fotos com amigos, já que a decoração é baseada no “sonho de uma adolescente”, com as paredes cor-de-rosa, uma piscina de bolinhas e diversos brinquedos infláveis.
Os preços dos drinks no bar variam de ₩ 13.000 a ₩ 15.000 (aproximadamente de R$ 56,00 a R$ 64,00) e os petiscos disponíveis incluem batatas fritas e mozzarella sticks.
Mesmo a decoração sendo atrativa para crianças, a entrada delas não é permitida no local, que é destinado para adultos.
Para mais informações, é possível entrar em contato pelo número 010-4705-4535 ou visitar a página no Instagram.

#### Localizações
5F, 23 Myeong-dong 10-gil, Jung-gu, Seul, Coreia do Sul.
301-16 Seongsu 2-ga 3-dong, Seongdong-gu, Seul, Coreia do Sul.